# Élisabeth en Bavière (1876-1965)
Vous lisez un « article de qualité » labellisé en 2020.
Ne doit pas être confondu avec Élisabeth de Wittelsbach ou Élisabeth de Belgique.
Titre
Reine des Belges
23 décembre 1909 – 17 février 1934
(24 ans, 1 mois et 25 jours)
Élisabeth Gabrielle Valérie Marie de Wittelsbach, duchesse en Bavière, née le 25 juillet 1876 à Possenhofen en Bavière (Allemagne) et morte le 23 novembre 1965 à Laeken (Bruxelles, Belgique), est la troisième reine des Belges de 1909 à 1934.
Issue de la branche cadette de la maison de Wittelsbach, elle épouse en 1900 le prince Albert de Belgique, roi en 1909 sous le nom d'Albert Ier, qui meurt en 1934. La famille grand-ducale luxembourgeoise et les familles royales italienne et belge sont des descendantes de la reine Élisabeth.
Élisabeth et son mari partagent une vision humaniste et pacifiste de la société. Le roi et la reine forment un couple très vite populaire et donnent une image modernisée de la monarchie, dont ils renouvellent le style. Issu d'une lignée aux racines germaniques et mari d'une princesse allemande, le roi choisit en 1914 de défendre son pays, pourtant créé neutre, et de combattre l'invasion allemande, affirmant le caractère belge de sa dynastie.
Pendant toute la guerre, le roi refuse de suivre le gouvernement belge, qui s'est réfugié en France à Sainte-Adresse, dans la banlieue du Havre, et il reste à la tête de l'armée pour la diriger. Il établit son quartier-général à La Panne, où la reine le rejoint et participe activement aux soins dispensés aux blessés de guerre. Elle y recueille le surnom de « Reine infirmière ».
Après 1918, très présente sur la scène nationale et internationale, Élisabeth accompagne Albert lors de longs voyages officiels et privés à l'étranger : les États-Unis en 1919, le Brésil l'année suivante, les Indes en 1925, sans oublier le Congo en 1928. Avec son fils aîné, elle se rend en 1923 en Égypte pour assister à l'ouverture officielle du tombeau de Toutânkhamon. En 1934, la mort inopinée du roi lors d'un accident d'alpinisme met fin à son statut de reine-consort. Mais, férue de sciences et d'art, elle continue à soutenir les causes qui lui sont chères. Elle reçoit de nombreux savants, écrivains et philanthropes et correspond fidèlement avec eux. Mélomane avertie, elle crée en 1937 le Concours Reine Élisabeth.
Durant la Seconde Guerre mondiale, elle demeure auprès de son fils le roi Léopold III au château de Laeken. Surveillée par l'armée allemande, elle peut cependant circuler librement en Belgique et à l'étranger. Ses actions en faveur des Juifs persécutés lui valent d'être reconnue comme Juste parmi les nations. Lors de la Question royale de 1945 à 1950, elle défend l'attitude de son fils aîné le roi Léopold III, mais discrètement afin ne pas gêner l'action de son fils cadet le prince Charles, régent du royaume, avec lequel les relations sont difficiles. Lorsqu'en 1951, Léopold III abdique au profit de Baudouin, Élisabeth s'installe au château du Stuyvenberg.
Veuve et libre d'obligations officielles, la reine Élisabeth s'organise indépendamment et s'adonne à ses passions artistiques et à son mécénat scientifique. Anticonformiste, elle n'hésite pas, en période de guerre froide, à accepter les invitations de pays communistes et se rend donc en Pologne, en Union soviétique, en Yougoslavie et également en Chine. Ces voyages lui valent le surnom de « Reine rouge » et provoquent le mécontentement du gouvernement belge.
Son absence de préjugés et son humanisme suscitent l'admiration des savants, artistes et hommes de lettres qu'elle fréquente durant sa longue vie. C'est pourquoi Jean Cocteau lui rend un bel hommage en déclarant : « En Belgique, il n'y a qu'une reine, petite de taille et d'âme grande, qui sut toujours mettre sa modestie de reine à dire : “Je ne suis qu'une artiste” et sa modestie d'artiste à dire : “Je ne suis qu'une reine”. »
Elle meurt le 23 novembre 1965 à l'âge de 89 ans au château du Stuyvenberg et est inhumée dans la crypte royale de Laeken.

## Biographie

### Premières années

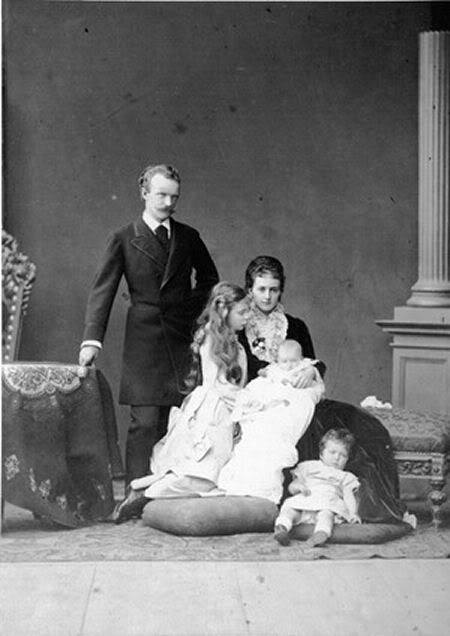
Le duc Charles-Théodore en Bavière, son épouse Marie-Josèphe de Portugal et trois de ses filles : Amélie Marie, Élisabeth et Marie-Gabrielle vers 1879.

Née le 25 juillet 1876 au château de Possenhofen, sur la rive ouest du lac de Starnberg en Bavière, Élisabeth de Wittelsbach est le second enfant du duc Charles-Théodore en Bavière et de l'infante Marie-Josèphe de Portugal, fille du roi Michel Ier.
Sa marraine est sa tante l'impératrice Élisabeth d'Autriche, surnommée « Sissi ». Elle est également la nièce de Marie-Sophie, reine détrônée du royaume des Deux-Siciles et de Sophie-Charlotte duchesse d'Alençon.
Élisabeth a une sœur aînée issue du premier mariage de son père avec Sophie de Saxe : Amélie Marie (1865-1912). Devenu prématurément veuf en 1867, son père Charles-Théodore renonça à l'armée pour se consacrer à la médecine puis s'est remarié avec Marie-Josèphe de Portugal en 1874. Le couple a cinq enfants : Sophie (1875-1957), Élisabeth, Marie-Gabrielle (1878-1912), Louis-Guillaume (1884-1968) et enfin François-Joseph (1888-1912).

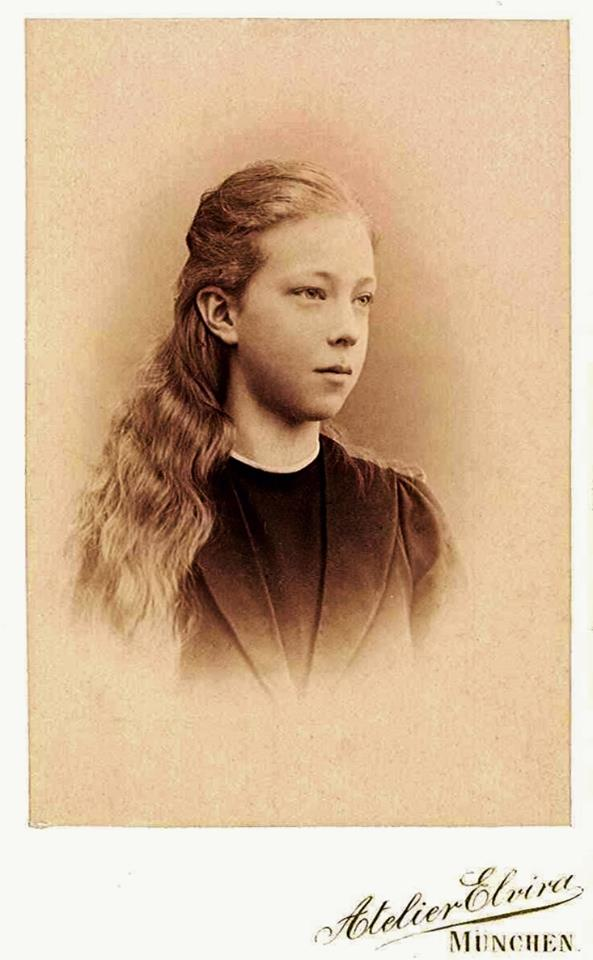
Élisabeth en Bavière (Atelier Elvira, Munich, vers 1888).

Les membres de la maison de Wittelsbach sont alors connus pour leur excentricité. Si l'arrière-grand-père de la duchesse était profondément misanthrope, le grand-père de la duchesse, le duc Maximilien en Bavière, est connu pour avoir joué de la cithare au sommet de la pyramide de Khéops. Sa tante et marraine, impératrice d'Autriche et reine de Hongrie, défraie la chronique par son anticonformisme et sa fuite permanente autour du monde. En revanche, le père de la duchesse, très affecté par la mort prématurée de sa première épouse, démissionne de l'armée pour se consacrer, à partir de 1872, exclusivement à l'étude de la médecine — au grand dam de son entourage — ne craignant pas d'affirmer avec décontraction : « Nous avons tous un grain dans la famille. » Membre de l'académie des sciences en 1875, il obtient son diplôme en 1880 puis, fort du soutien de ses professeurs d'université, devient un ophtalmologiste de renom, spécialisé dans le traitement de la cataracte. La duchesse Marie-Josèphe, pieuse et humaniste, n'hésite pas à œuvrer comme infirmière auprès de son mari dans la clinique ophtalmologique qu'il a ouverte à ses frais et où il soigne gracieusement les plus démunis.
La duchesse Élisabeth est très influencée par l'exemple de son père qui se rend quotidiennement à Munich où il opère ses patients. À la maison, il insuffle la discipline et le goût des études de manière libérale. Il est aussi athée que sa femme est « un livre de prières vivant. » Ses enfants sont en contact avec des personnes de diverses conditions et nationalités. Élisabeth, très complice de sa sœur Marie-Gabrielle, effectue avec elle, à partir de 1890, ses études au pensionnat Saint-Joseph à Zangberg. Elle parle l'allemand, le français et l'anglais, et s'adonne au piano et au violon. Elle demeure durant quatre ans à Zangberg et apprend à maîtriser son impulsivité, réussissant à se lier d'affection avec la sévère mère supérieure de l'établissement.
Après sa scolarité en internat, Élisabeth poursuit son éducation auprès de sa famille au château de Possenhofen. Sportive, elle joue avec plaisir au tennis avec ses frères et sœurs. En 1898, elle accompagne ses parents et ses deux sœurs en Afrique du nord où elle rencontre des bédouins en Algérie et découvre le charme des ruines des antiques cités tunisiennes, éveillant chez elle une passion pour les voyages culturels.
En 1897, sa tante la duchesse d'Alençon périt tragiquement à Paris dans l'incendie du Bazar de la Charité et l'année suivante sa marraine l'impératrice d'Autriche, Élisabeth de Wittelsbach (Sissi), est assassinée à Genève.

### Princesse de Belgique

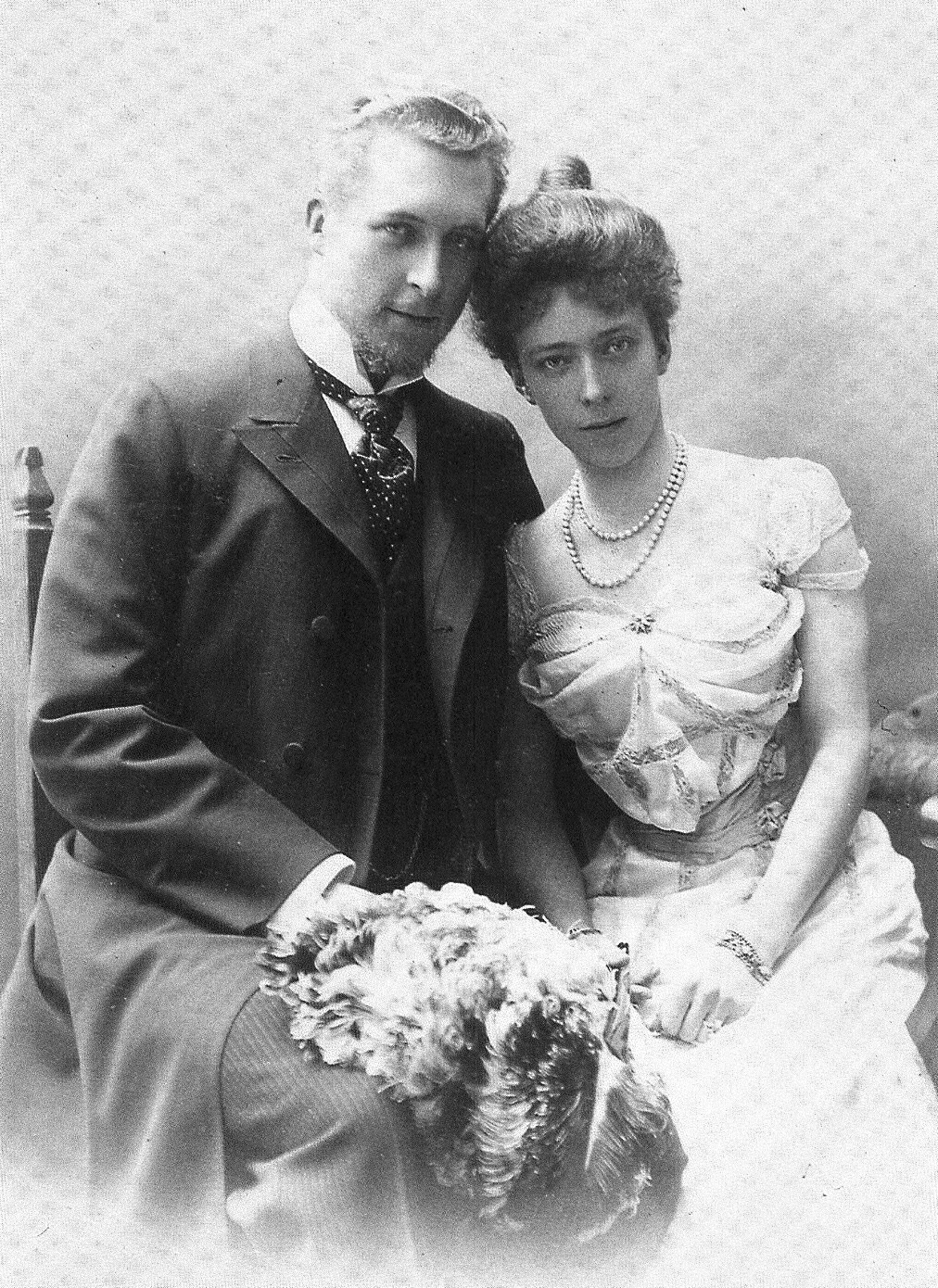
Fiançailles d'Albert et d'Élisabeth (1900).

#### Un mariage harmonieux
La future reine Élisabeth rencontre, pour la première fois, le prince Albert de Belgique en mai 1897 à Paris, lors des funérailles de la duchesse d'Alençon. Toutefois, c'est de la princesse Isabelle d'Orléans qu'Albert tombe amoureux. Immédiatement, le roi Léopold II met son veto à un éventuel mariage, craignant de s'attirer les foudres de la Troisième République française car Isabelle est la sœur de Philippe d'Orléans, le prétendant orléaniste au trône de France. La déception d'Albert est très vive.
Lors d'un séjour à Neuilly-sur-Seine en janvier 1900 chez sa sœur Henriette, Albert rencontre les deux princesses en Bavière dont Henriette lui a vanté les qualités : Élisabeth et sa sœur Marie-Gabrielle. La seconde est déjà fiancée avec le prince-héritier Rupprecht de Bavière, mais Albert est libre de demander la main d'Élisabeth, d'un an sa cadette. Henriette est littéralement conquise par les « petites Bavière », elles sont gaies et l'étouffent de tendresse, lui font des confidences, rient et plaisantent ensemble. À Kreuth, séjour estival de la famille de Charles-Théodore, l'atmosphère est si chaleureuse et agréable. En revanche, les parents d'Albert, le comte et la comtesse de Flandre, ne manifestent aucun enthousiasme pour une alliance de leur fils avec une princesse dont la famille est réputée excentrique et peu fortunée.
Toutefois, au printemps 1900, après avoir de nouveau rencontré Élisabeth en avril lors d'un dîner à l'occasion de l'Exposition universelle de Paris, Albert se décide à formuler sa demande en mariage : « Croyez-vous que vous pourriez supporter l'air de la Belgique ? ». Après que le roi Léopold II a donné son accord, leurs fiançailles sont conclues à Fontainebleau le 29 mai 1900. Élisabeth revoit Albert et son père à Munich quelques semaines plus tard. Le comte de Flandre écrit à sa fille Joséphine : « La jeune Élisabeth n'est pas très jolie et est un peu petite […], mais elle est gaie et intelligente et adore Albert d'une manière incroyable et il se laisse adorer, c'est du reste ce qu'il peut faire de mieux. On est habitué ici à de belles princesses de grande taille, comme était et est encore Maman et vous deux, mes bonnes filles, je crains qu'il y aura un peu de déception dans le public avec la petite Élisabeth. ».
Marie-Gabrielle doit épouser le 10 juillet Rupprecht de Bavière, aussi fixe-t-on le mariage d'Élisabeth le même jour. Toutefois, la grand-mère d'Albert, la princesse Joséphine de Bade, malade depuis quelque temps, meurt le 19 juin. Le mariage est donc reporté en raison de ce deuil familial. Ce sursis permet plusieurs mois de négociations avant la signature du contrat de mariage le 12 septembre : Albert jouira d'une rente annuelle de 250 000 francs octroyée par son père, à laquelle s'ajoute celle accordée par le roi des Belges qui se chiffre à 120 000 francs. Les noces d'Albert et Élisabeth sont célébrées à Munich le 2 octobre 1900 en présence des oncles du marié, le roi des Belges et le roi Carol Ier de Roumanie, ainsi que du prince-régent Luitpold de Bavière.

#### Vivre en Belgique
Trois jours après leur mariage, Élisabeth et Albert arrivent en Belgique. Ils sont reçus favorablement par la population. Le couple est ensuite accueilli, le 9 octobre 1900, à la Société royale de la Grande Harmonie à Bruxelles. Élisabeth fait la connaissance de la reine Marie-Henriette qui n'avait pas accompagné le roi Léopold II lors des noces à Munich. Elle découvre sa nouvelle famille belge, très différente de la sienne. La reine réside le plus souvent à Spa, tandis que le roi est un homme autoritaire séjournant fréquemment en France et peu populaire en Belgique. Quant à ses beaux-parents, le comte et la comtesse de Flandre, ils évoluent dans un univers conservateur duquel Albert se sent de plus en plus éloigné.

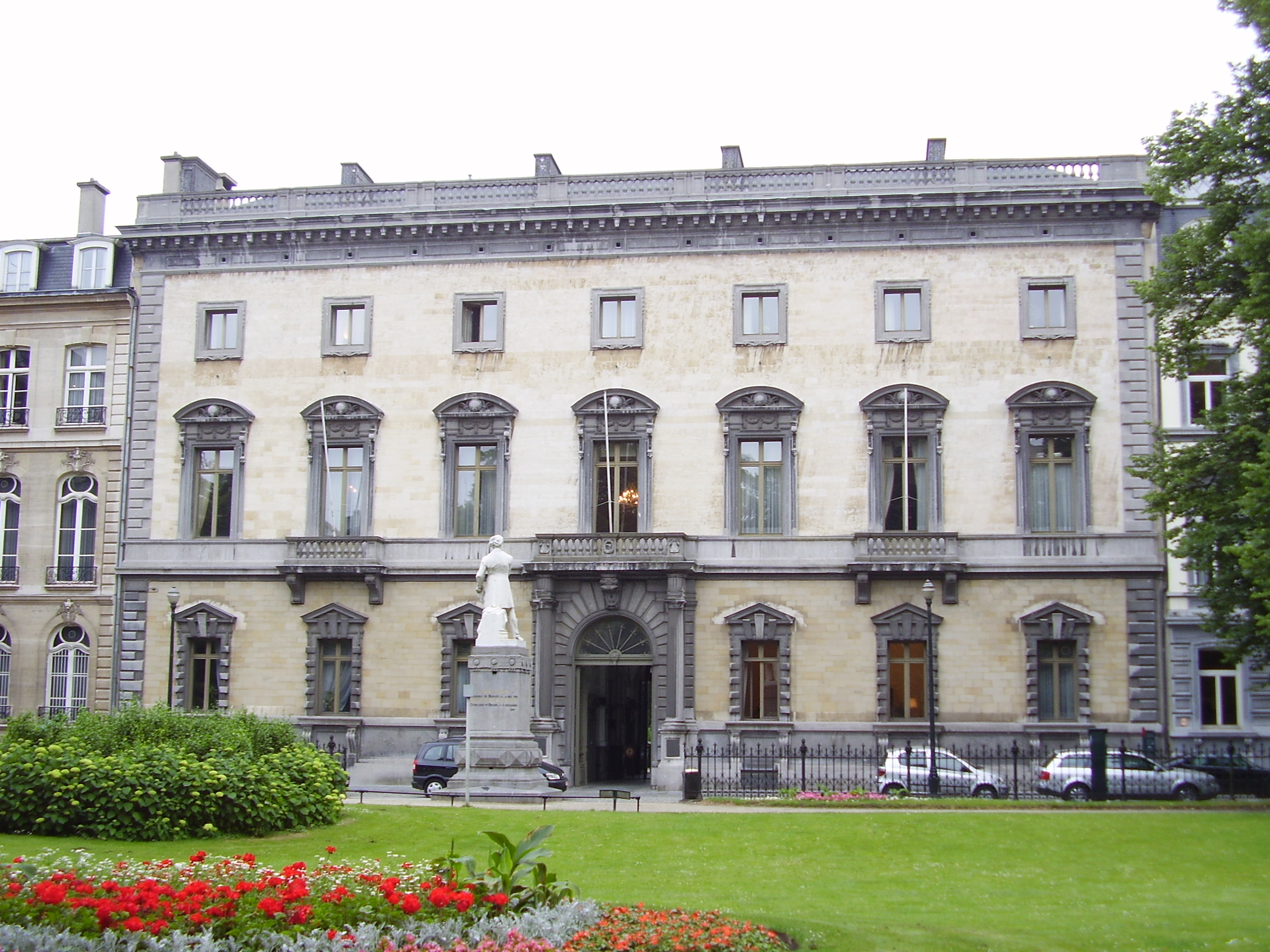
L'hôtel van der Noot d'Assche où résident Élisabeth et Albert de 1901 à 1909.

Albert et Élisabeth vivent provisoirement dans l'aile droite du palais du comte de Flandre où ils ne se plaisent pas en raison d'un manque d'intimité. Un an après leur mariage, Élisabeth et son mari s'installent à l'hôtel van der Noot d'Assche rue de la Science (occupé depuis 1948 par le Conseil d'État) qu'ils louent. Devenus plus indépendants, Albert et Élisabeth entretiennent désormais de meilleures relations avec le comte et la comtesse de Flandre.
Les époux, rapidement parents de trois enfants, mènent une vie familiale sans grand apparat. Leurs trois enfants sont :
- Léopold (futur roi Léopold III), prince de Belgique, duc de Brabant, né le 3 novembre 1901 et mort le 25 septembre 1983, roi des Belges de 1934 à 1951. Il épouse en premières noces en 1926 Astrid de Suède (1905-1935) et en secondes noces en 1941 Lilian Baels (1916-2002).
- Charles, prince de Belgique, comte de Flandre, régent du royaume de 1944 à 1950, né le 10 octobre 1903 et mort le 1er juin 1983[N 2].
- Marie-José, princesse de Belgique, reine d'Italie (1946), née le 4 août 1906 et morte le 27 janvier 2001. Elle épouse le 8 janvier 1930 Umberto de Savoie (1904-1983), prince héritier d'Italie. Elle devient ensuite reine d'Italie durant seulement un peu plus d'un mois (du 9 mai 1946 au 13 juin 1946), ce qui lui confère le surnom de « Reine de mai ».

Élisabeth apporte une note de gaieté et de fantaisie au sein d'une cour austère. Cependant, durant sa jeunesse, sa santé fragile lui cause de nombreuses bronchites et angines. Elle séjourne donc fréquemment dans des villes de cure françaises, suisses et italiennes ou dans sa famille en Allemagne. Elle souhaiterait que son mari l'accompagne plus souvent, mais ce dernier, devenu l'héritier du trône à la mort de son père en 1905, doit se former dans l'ombre car son oncle Léopold II ne le prépare pas à ses futures fonctions régnantes.
Le 8 novembre 1906, à la veille de prononcer une allocution au Sénat, Albert demande à Élisabeth, en séjour dans les Dolomites, de rentrer à Bruxelles et de le soutenir dans son travail : « Je suis plus isolé que personne, je n'ai foi en aucun. Il y a des hommes qui, au milieu de mille obstacles, sont pourtant arrivés à de grandes choses, j'ai déjà lu cela, mais ils l'ont déclaré plus tard que c'était grâce à la tendre sollicitude dont les entouraient des êtres chers dont la chaude affection, la finesse et le dévouement étaient leur meilleur encouragement et leur constante consolation. Voilà ce que je voudrais pour moi ; tu as tout pour remplir ce rôle-là, cœur et intelligence, tact et grâce. Fais-le, c'est vraiment du fond du cœur un appel que je t'adresse au nom de l'amour si sincère qui nous unit et qui pourrait trouver des voies nouvelles et si fécondes. […] je suis prêt de mon côté à faire tout ce que je puis pour rendre ma petite Sabeth [Élisabeth] heureuse à la condition qu'elle devienne l'ange gardien de mes bonnes résolutions. »
Au cours de l'année 1908, la santé d'Élisabeth continue à susciter l'inquiétude de son entourage. Elle accompagne plus rarement son mari en public et ce dernier consacre son temps libre à de nombreuses ascensions en montagne. En juillet, la presse nationale interprète erronément une absence de la princesse qui, après avoir reçu ses parents durant quelques jours à Ostende, les avait ensuite accompagnés chez sa grand-mère maternelle Adélaïde de Portugal retirée dans une communauté religieuse bénédictine à Ryde au Royaume-Uni. Selon l'historienne Marie-Rose Thielemans, on note un refroidissement momentané dans les relations du couple princier. Albert annonce à son secrétaire que les époux ne se sépareront plus durant d'aussi longues périodes.

### Reine des Belges

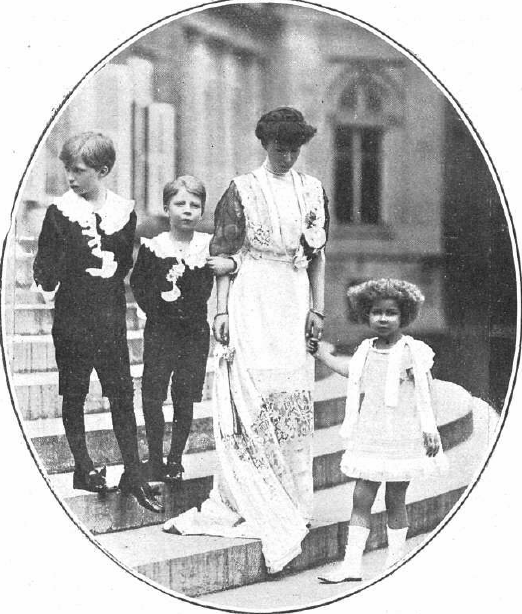
La reine Élisabeth et ses trois enfants sur le perron du château de Laeken.

#### Une souveraine au rôle affirmé
À la suite de la mort du roi Léopold II le 17 décembre 1909, son neveu Albert monte sur le trône de Belgique. Pour Élisabeth, en deuil de son père mort deux semaines plus tôt, une nouvelle vie commence. À 33 ans, elle devient reine consort et connaît le surcroît d'obligations qui réduisent la liberté des souverains. Cependant, désireuse de seconder son mari, elle est prête à remplir son nouveau rôle dès le début du nouveau règne. En proie aux doutes sur sa capacité à exercer ses responsabilités, Albert prépare l'allocution en vue de sa prestation de serment prévue le 23 décembre. Élisabeth rassure son mari envahi par un trac incoercible sur sa capacité à prononcer son discours d'intronisation et sur ses aptitudes à diriger le pays et à le moderniser.
De 1909 à 1934, la reine Élisabeth apporte au roi son soutien dans l'accomplissement de ses tâches de chef d'État. Son style est différent des deux premières reines (Louise et Marie-Henriette), qui jouaient un rôle public plus limité. Dès leur avènement au trône, Élisabeth et les siens s'installent au palais royal de Bruxelles en attendant la fin des travaux de rénovation du château de Laeken où ils emménagent en 1910.
L'année 1910 est placée sous le signe des relations internationales. L'Exposition universelle a lieu à Bruxelles cette année-là et connaît un succès remarquable. Les nouveaux souverains se rendent officiellement dans les pays voisins : France, Autriche, Luxembourg et Pays-Bas. Le 10 octobre 1910, le roi Albert et la reine Élisabeth reçoivent la première visite officielle d'un chef d'État du nouveau règne : l'empereur allemand Guillaume II et l'impératrice se rendent en Belgique. À cette occasion, les observateurs soulignent la cordialité qui règne de nouveau entre les deux maisons souveraines car les relations avec les Hohenzollern s'étaient quelque peu relâchées à la fin du règne de Léopold II. À leur tour, les souverains belges se rendront en visite officielle en Allemagne. À la mi-novembre 1910, la reine tombe gravement malade. Elle est atteinte d'une fièvre muqueuse qui persiste durant deux semaines. Des bulletins de santé sont régulièrement publiés dans la presse. Des prières publiques sont mêmes prononcées en faveur de sa guérison. La convalescence de la reine est longue. Fin février 1911, les souverains partent ensemble pour Rapallo avant de se rendre en Égypte. La reine n'est vraiment rétablie qu'au mois de mai.
La nouvelle famille royale, formée par un couple encore jeune et leurs trois enfants, donne une image chaleureuse et empreinte de simplicité qui offre un contraste saisissant avec le règne précédent. Le roi tente de se rapprocher de la population en réduisant les services d'ordre et en s'investissant dans des projets sociaux concrets. La reine Élisabeth s'occupe d'œuvres de bienfaisance et de lutte contre les maladies, un thème qui la concerne tout particulièrement car au cours de la seule année 1912, quatre de ses proches meurent : sa sœur Amélie Marie des suites de son neuvième accouchement, son frère François-Joseph de la poliomyélite et sa sœur Marie-Gabrielle d'une pathologie rénale, sans oublier sa belle-mère la comtesse de Flandre.
Elle s'intéresse à la vie musicale, artistique et intellectuelle du pays et favorise leur essor. Le château de Laeken constitue rapidement un centre où la vie culturelle est intense. Dès les premières années du règne d'Albert, le peintre Eugène Laermans, le poète Émile Verhaeren et le violoniste Eugène Ysaÿe deviennent des familiers de la Cour. Lors de la visite officielle du roi Christian X et de la reine Alexandrine de Danemark en mai 1914, une réception solennelle est donnée en présence de tous les chefs de corps de l'armée conviés pour l'inauguration du petit théâtre restauré dans l'orangerie du château de Laeken. C'est la reine qui a établi le programme musical du concert classique auquel participe Eugène Ysaÿe qui venait d'être nommé maître de chapelle. Les œuvres interprétées étaient celles de Mozart, Beethoven, Fauré et Franck.

#### «Reine Infirmière»

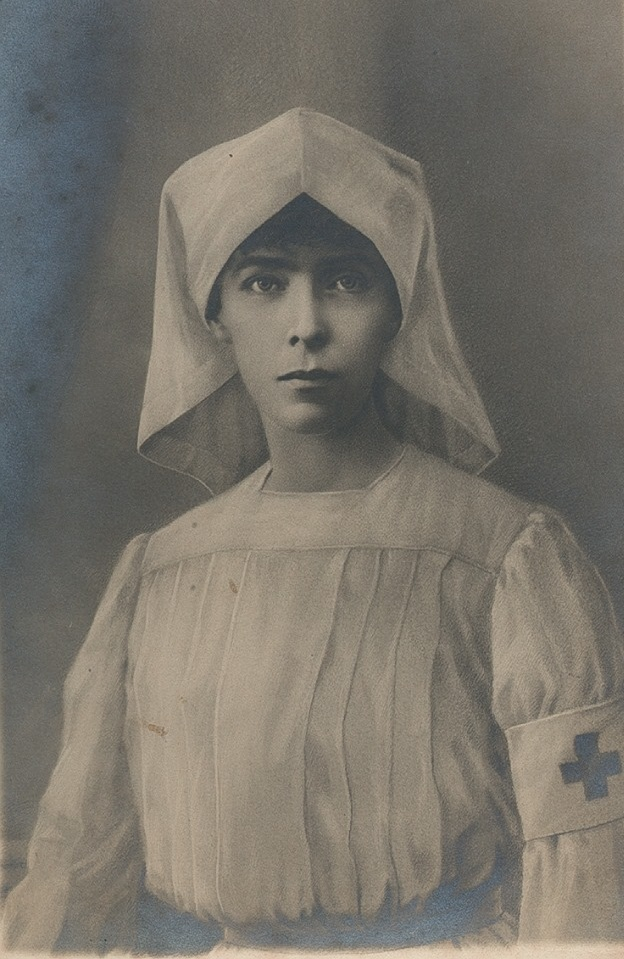
Élisabeth durant la Première Guerre.

Le 31 juillet 1914, en fin d'après-midi, trois jours après la déclaration de guerre de l'Autriche-Hongrie à la Serbie, Albert Ier réclame et obtient du Conseil des ministres la mobilisation générale immédiate de l'armée. Le soir du 1er août 1914, aidé dans sa rédaction par la reine, qui consulte un dictionnaire pour parfaire la traduction, Albert tente une ultime démarche et adresse une missive en allemand à Guillaume II : « Votre Majesté et cher cousin, la guerre qui menace d'éclater entre deux puissances voisines me plonge dans de graves réflexions […]. Les relations de parenté et d'amitié qui unissent étroitement nos deux familles m'ont incliné à t'écrire et à te prier aussi, dans ces heures graves, de me donner, ainsi qu'à mon pays, la garantie que notre neutralité sera respectée. »
Le 2 août, le Reich adresse un ultimatum à la Belgique, pays pourtant neutre : l'empereur allemand Guillaume II réclame le libre passage de ses troupes, faute de quoi la Belgique serait considérée comme ennemie. Devant le Conseil des ministres, le roi déclare que l'ultimatum est inacceptable et qu'il faut se défendre. Cette décision est prise conjointement par le roi et le chef de cabinet Charles de Broqueville. Le Conseil de la couronne se réunit peu après et se rallie à l'avis du roi : résister à l'Allemagne et faire appel aux puissances garantes de la neutralité de la Belgique dès que les frontières seront violées,.
Le 4 août, les Allemands pénètrent en Belgique. Conformément au plan Schlieffen, l'armée allemande viole alors la neutralité du pays. La résistance de la Belgique et particulièrement de son roi à l'envahisseur surprend l'Europe, notamment parce que les souverains belges, membres de la maison de Saxe-Cobourg et Gotha et alliés aux maisons de Wittelsbach, de Habsbourg-Lorraine et de Hohenzollern, étaient jusqu'alors considérés comme des « princes allemands ».
L'armée allemande, tout au long de sa progression, sème la terreur parmi la population belge : des massacres d'hommes, de femmes et d'enfants sont perpétrés sous le prétexte d'attaques de francs-tireurs. La situation militaire s'aggravant, la reine et ses enfants logent au centre d'Anvers à partir du 17 août 1914, mais des bombes sont larguées depuis un zeppelin les contraignent à quitter leur résidence. Le 25 août, la ville de Dinant est mise à sac lors de violences préméditées contre la population civile. Les troupes allemandes incendient des maisons et exécutent des habitants dans tout l'est et le centre de la Belgique. Le 25 août, l'armée allemande ravage littéralement la ville de Louvain. Pour les protéger, le roi envoie ses enfants en Grande-Bretagne. Ils embarquent à Anvers avec la reine, à bord de la malle Jan Breydel, escortée par un torpilleur britannique, le 31 août pour Douvres et sont mis à l'abri chez Lord George Curzon. Une semaine plus tard, Élisabeth revient auprès du roi.
Après avoir dû évacuer Anvers le 10 octobre 1914, l'armée belge se retranche derrière l'Yser, le 15 octobre 1914. Elle y résiste quatre années aux côtés des Britanniques et des Français jusqu'à l'offensive victorieuse qui libère la Belgique en 1918. La reine Élisabeth apporte régulièrement son soutien aux soldats et blessés de manière très concrète. Elle veille à améliorer le quotidien des combattants en leur faisant distribuer des milliers de jeux de cartes, des livres, des milliers de cigarettes et de cigares, ainsi que des phonographes car la musique tient une place essentielle dans les préoccupations d'Élisabeth en faveur du bien-être des soldats et de leurs distractions. Elle fonde l'Orchestre symphonique de l'armée de campagne (O.S.A.C.), ainsi que le « Théâtre du Front ». Elle assiste aux représentations théâtrales et aux concerts donnés tantôt dans la salle Émile Verhaeren de l'ambulance de La Panne et dans les autres hôpitaux de campagne, tantôt sous un chapiteau dressé à la hâte au milieu des baraquements. Elle choisit elle-même les morceaux de musique et aide à la sélection des musiciens et chanteurs qui se produisent sur ces scènes improvisées. Lorsqu'elle se rend à Londres, elle acquiert des partitions musicales et veille à ce que les musiciens puissent obtenir, l'un une clarinette, l'autre un violon.
Contrairement à ce que prétend la littérature hagiographique de l'époque, elle ne travaillait pas tous les jours comme infirmière à l'hôpital l'Océan de La Panne fondé par le docteur Antoine Depage. La reine s'est effectivement beaucoup impliquée dans le réconfort apporté aux blessés, mais elle a toujours refusé de porter la coiffe de la Croix-Rouge, même si elle en arborait parfois le brassard. Elle organise les aspects administratifs, récolte des fonds et intervient auprès des autorités militaires le cas échéant.

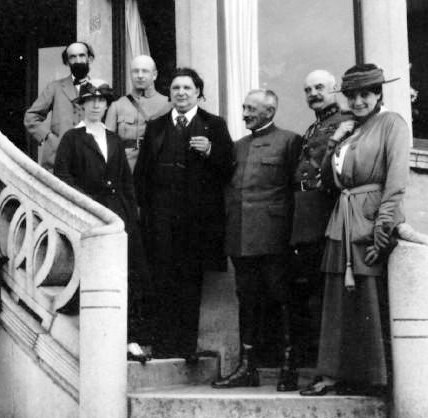
La reine, à gauche, près d'Eugène Ysaÿe au centre, à La Panne en mai 1916.

Le roi s'est établi depuis octobre 1914 à La Panne dans la villa Maskens, l'une des trois propriétés contiguës qu'il loue afin d'y loger dans la première sa famille, Émile-Joseph Galet, son aide de camp, Jules Ingenbleek, son secrétaire privé, ses officiers d'ordonnance et la dame d'honneur de la reine, Ghislaine de Riquet de Caraman-Chimay. Dans la seconde villa réside son état-major et dans la troisième ses hôtes occasionnels.
Tout au long de la guerre, Élisabeth joue le rôle d'intermédiaire entre son mari et les autorités britanniques lorsqu'elle rend visite à ses enfants restés Outre-Manche où ils sont scolarisés : Léopold à Eton, Charles à Winchester et Marie-José chez les sœurs ursulines de Brentwood.
En avril 1915, le roi Albert autorise son fils le prince Léopold, âgé de treize ans, à s'engager au 12e régiment de ligne, où il sert comme caporal durant six mois. Le couple royal reçoit beaucoup à La Panne : des chefs d'État (le roi George V, le président Poincaré et l'ancien président Theodore Roosevelt), des officiers (Foch, Joffre), mais aussi des musiciens, des artistes ou des écrivains tels Camille Saint-Saëns, Eugène Ysaÿe ou Émile Verhaeren.
En septembre 1918, lorsqu'il est enfin convaincu de la victoire finale des Alliés à la suite de leur offensive victorieuse, le roi accepte le commandement unique interallié et ordonne d'engager l'offensive contre l'armée allemande dans les Flandres. Après la victoire de la forêt d'Houthulst et au bout de deux mois de combats qui ont repoussé l'ennemi jusqu'à Gand, l'armée belge et le roi entrent dans cette ville, où leur parvient la nouvelle de l'armistice de Compiègne. Le bilan des victimes humaines belges militaires et civiles s'élève entre 75 000 et 130 000, dont 36 000 à 46 000 tués. Le 22 novembre 1918, la famille royale rentre à Bruxelles, où elle est accueillie par une foule enthousiaste,.
Le roi Albert Ier et la reine Élisabeth — d'origine bavaroise, donc allemande, mais dont le patriotisme belge est demeuré sans failles — entrent dans la légende durant la Première Guerre mondiale car ils ont refusé de quitter la Belgique, tandis que l'armée belge continuait la guerre derrière les tranchées de l'Yser. Le propre frère de la reine, Louis-Guillaume, combattait dans l'armée allemande dans un régiment de chevau-légers bavarois qui a participé à la Première bataille d'Ypres au début du conflit. Quant à son oncle, l'empereur François-Joseph Ier, dont elle est la nièce préférée, il règne jusqu'à sa mort en 1916 sur la double monarchie, alliée à l'Empire allemand. Après l'armistice de 1918, le couple royal connaît une popularité accrue et la reconnaissance des États alliés. On surnomme Albert le « Roi Chevalier » et Élisabeth la « Reine Infirmière ». Même si ces épithètes sont quelque peu outrées, elles participent à la légende vivace entourant le couple royal élevé au rang de mythe et scellant un lien puissant entre la population belge et la dynastie.

#### Entre-deux-guerres

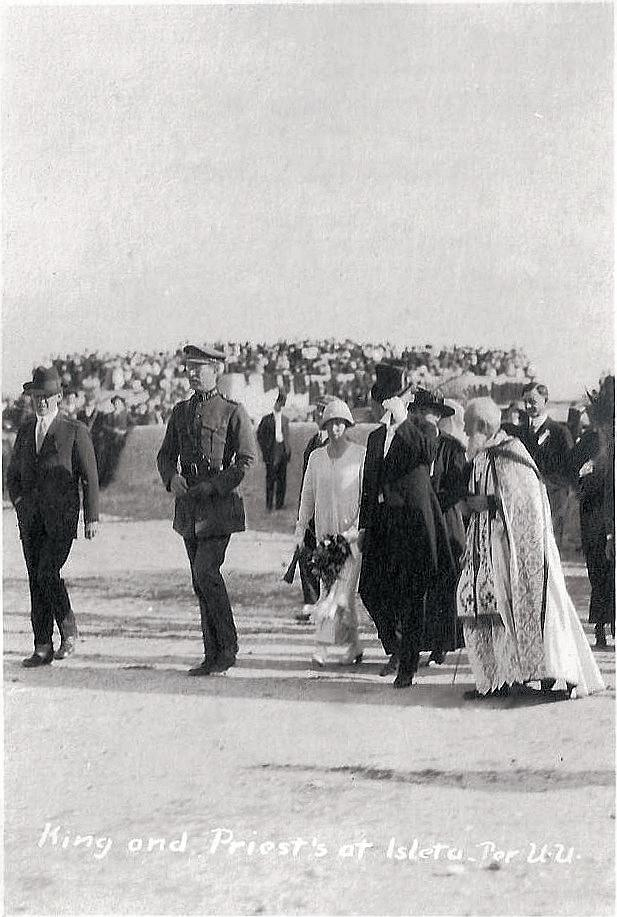
Le roi et la reine, accompagnés par le missionnaire Anton Docher en visite à Isleta au Nouveau-Mexique, en 1919.

Après la guerre, la reine multiplie seule ou avec son mari les voyages officiels et privés à travers le monde. Pour la première fois de l'Histoire, un président américain en exercice, Woodrow Wilson, se rend en Belgique en juin 1919. En retour, du 23 septembre au 13 novembre, le roi, la reine et le prince Léopold sont reçus en visite officielle aux États-Unis. Selon l'historien Vincent Dujardin, l'accueil réservé à leur arrivée à New-York est « stupéfiant ». Partout, ils reçoivent un accueil triomphal similaire au cours des nombreuses réceptions dans différentes villes : Pittsburgh, Saint-Louis, Cincinnati, Philadelphie, Los Angeles…. Lors d'une visite dans le pueblo indien d'Isleta au Nouveau-Mexique, le roi décore de l'ordre de Léopold le père Anton Docher, qui lui offre une croix d'argent et de turquoise faite par les Indiens Tiwas. Le voyage royal s'achève à Washington, au chevet du président Wilson qui est souffrant.
L'année suivante, en septembre, c'est au Brésil que le roi et la reine se rendent officiellement. Les souverains y sont accablés de cérémonies officielles et de galas. Ils poursuivent leur périple en visitant un institut de médecine tropicale et le jardin botanique de Rio de Janeiro où Élisabeth a la surprise de voir un palmier planté par son bisaïeul Jean VI roi de Portugal en 1808. Élisabeth s'offre même une longue chevauchée au trot, puis au galop dans la région de Rio. À São Paulo, Léopold rejoint ses parents. Ils assistent de nouveau à de nombreuses manifestations officielles au cours desquelles, l'enthousiasme populaire s'exprime par des salves de coups de fusils. Au retour, à bord du cuirassé São Paulo, le couple royal fait escale à Lisbonne où, en son honneur, on sort de leur réserve les carrosses royaux des Bragance, les ancêtres maternels de la reine.

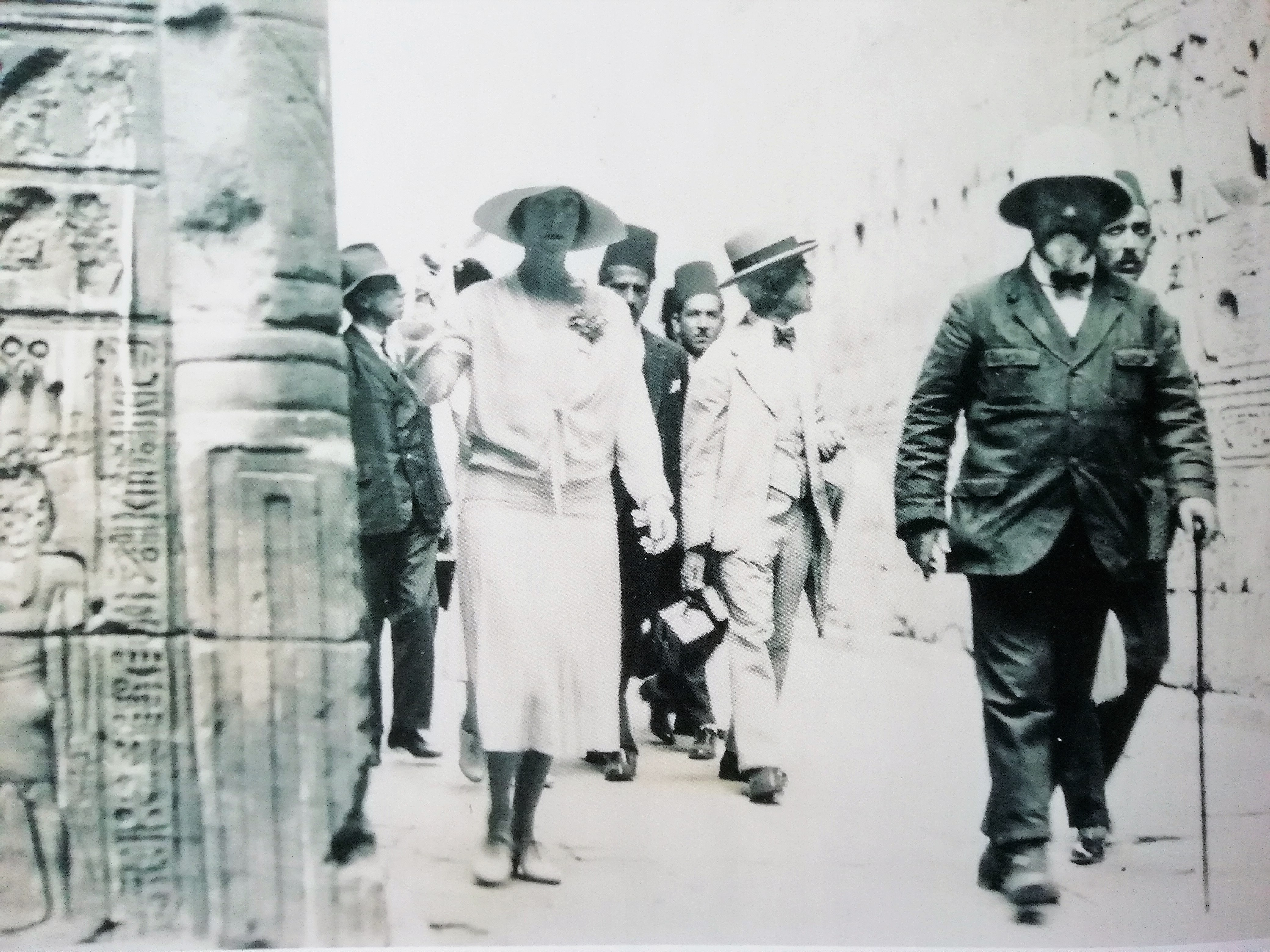
La reine Élisabeth et Jean Capart au temple d'Horus (Edfou) en avril 1930.

Passionnée par l'Égypte antique depuis sa jeunesse, Élisabeth apprend par la presse que l'archéologue britannique Howard Carter a découvert dans la vallée des Rois un tombeau pharaonique hors du commun. Sans le roi, accaparé par la politique, elle décide de se rendre avec son fils Léopold et l'égyptologue belge Jean Capart afin d'assister le 18 février 1923 à l'ouverture officielle de la troisième chambre funéraire du tombeau de Toutânkhamon. Les fouilles sont interrompues en raison de l'annonce de la visite royale. La reine parvient en Égypte, mais, souffrant d'une grippe, elle ne peut se rendre tout de suite sur les lieux et oblige dès lors les autorités à surseoir d'un jour l'ouverture officielle. La reine s'y rend, emmitouflée dans un manteau de fourrure, suscitant des commentaires ironiques dans les journaux. Rétablie, elle visite encore à deux reprises la chambre funéraire et assaille de questions l'équipe archéologique britannique, visiblement agacée par l'intérêt si vif de la souveraine. Cependant, grâce à la présence et à l'instigation de la reine, Jean Capart peut ensuite créer une société savante : la Fondation égyptologique Reine Élisabeth, qui existe encore en 2020. Au printemps 1930, la reine entreprend un nouveau voyage en Égypte, accompagnée cette fois par le roi Albert. Ils visitent le site des pyramides et du Sphinx de Gizeh où de nouvelles fouilles archéologiques ont été menées, ainsi que le tombeau de Ramsès Ier. Pendant que le roi rencontre officiellement le roi Fouad Ier, la reine remonte la Haute-Égypte et découvre différents lieux historiques, comme le temple d'Horus à Edfou, avant de poursuivre son périple jusqu'à Louxor.

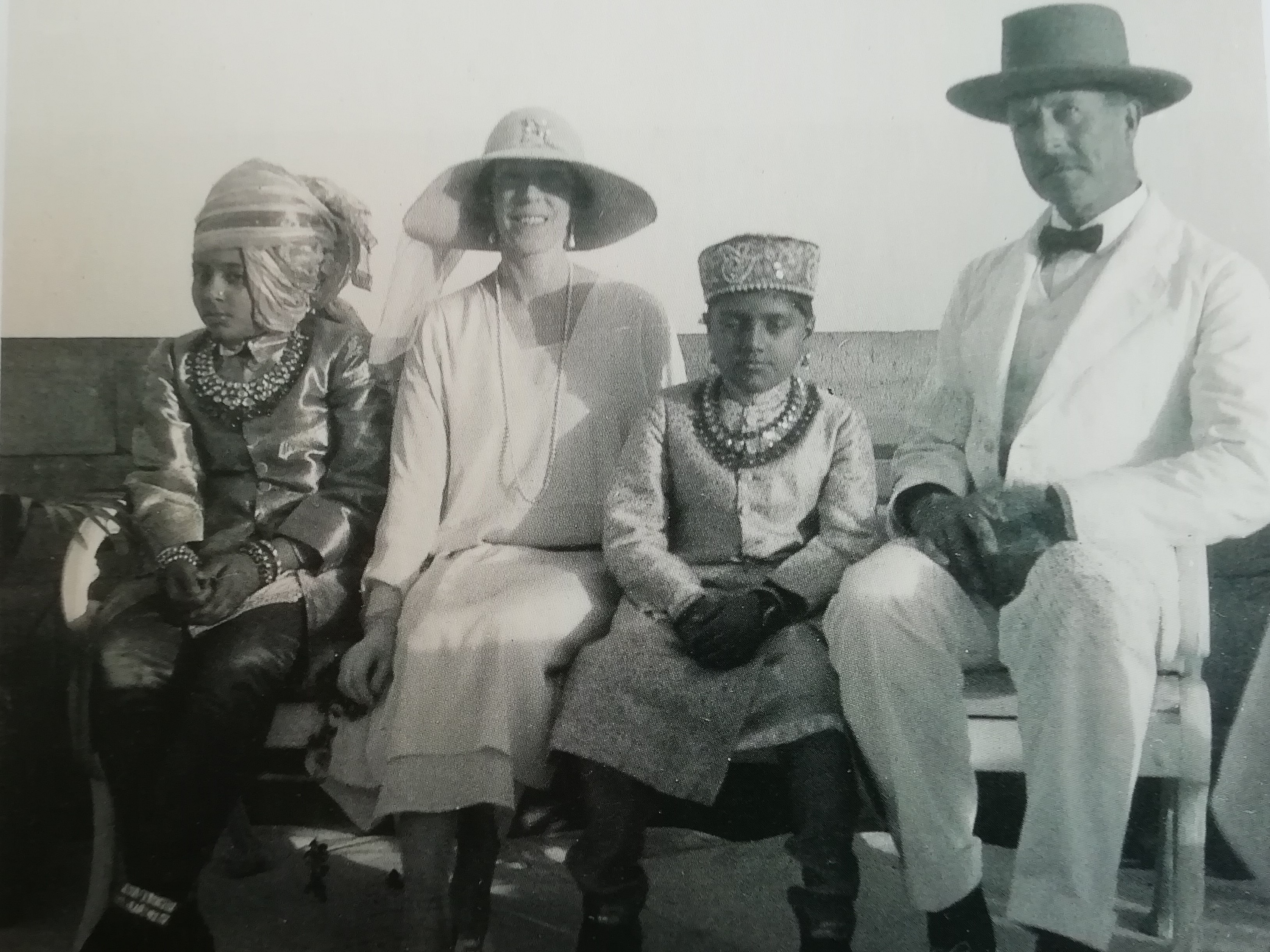
Le roi Albert et la reine Élisabeth aux Indes (1925).

Le jour de ses noces d'argent, le 2 octobre 1925, le couple royal séjourne depuis plusieurs semaines aux Indes : le roi a offert ce voyage à Élisabeth, ravie de rencontrer le poète Rabindranath Tagore et de découvrir les beautés de sites tels Bombay ou Calcutta, d'où ils adressent une amicale carte postale à Rudyard Kipling. À leur retour, cent mille Belges les acclament pour célébrer leur anniversaire de mariage, tandis que la presse publie de nombreux suppléments illustrés dédiés au jubilé royal. Tandis que le roi forme son fils et successeur Léopold sur le plan politique, la reine dispense également des conseils concrets au jeune homme qui s'apprête à se rendre seul au Congo en 1925 : « Sois toujours très prudent dans ton jugement sur les hommes et les partis. Sois un Sphinx en politique, et montre-toi aimable avec tout le monde. Que personne ne puisse te coller une étiquette ! ».
Sur le plan privé, Élisabeth s'est mise à la recherche d'une épouse pour son fils aîné Léopold et se rend à la cour de Suède pour y rencontrer deux candidates potentielles : Märtha et sa sœur Astrid de Suède. À peine revenu d'Afrique, Léopold, sa mère et Ghislaine de Caraman-Chimay séjournent à Stockholm en mars 1926. Au début de l'été, Léopold passe quelque temps auprès des princesses suédoises et de leurs parents. Le 21 septembre, les fiançailles sont officiellement annoncées avec Astrid. Léopold se marie quelques semaines plus tard, le 4 novembre 1926. Élisabeth devient grand-mère pour la première fois le 11 octobre 1927 lors de la naissance de la princesse Joséphine-Charlotte. Le 8 janvier 1930, sa fille Marie-José épouse dans la chapelle du palais du Quirinal à Rome le prince héritier d'Italie futur roi Humbert II. Le 7 septembre suivant, l'avenir de la dynastie est assuré par la naissance du prince Baudouin au foyer du prince Léopold et de la princesse Astrid.

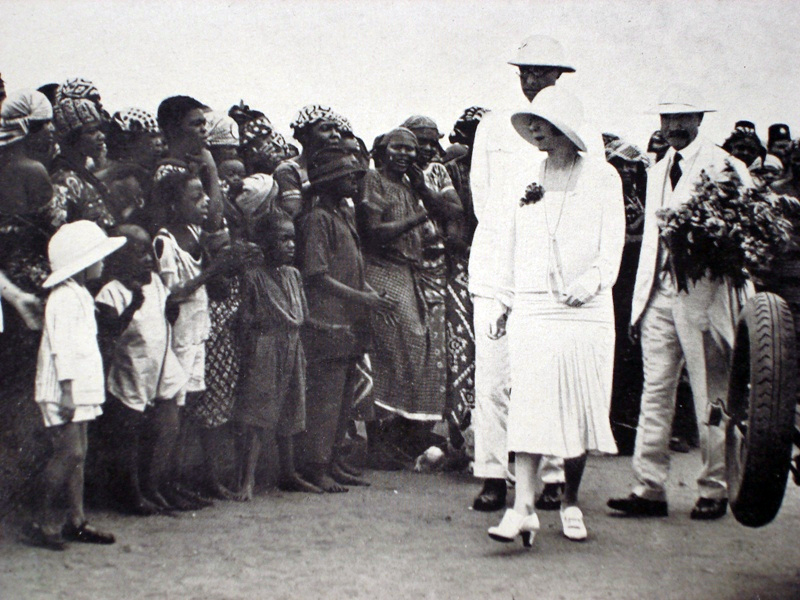
Le roi Albert et la reine Élisabeth au camp militaire de Léopoldville au Congo (1928).

Du 5 juin 1928 au 31 août 1928, le couple royal visite le Congo belge. Bien qu'Albert s'y soit déjà rendu en qualité de prince héritier en 1909, c'est la première fois qu'un souverain belge en exercice se rend officiellement dans la colonie. Le roi assiste à l'inauguration du chemin de fer reliant le Bas-Congo au Katanga. À Léopoldville, il inaugure une statue équestre de Léopold II, réplique de celle qui se dresse sur la place du trône à Bruxelles. Lors de son retour à Anvers, il déclare : « Travailler au sort des populations indigènes, c'est travailler à la prospérité de la Colonie. Toutes les nations colonisatrices contractent d'imprescriptibles devoirs vis-à-vis des collectivités humaines sur les territoires desquelles elles s'installent. ». En 1930, le roi et la reine se rendent en Irak et en 1933 en Syrie et en Palestine. Ces voyages permettent, à une époque où les déplacements, même à l'intérieur de l'Europe, constituent une aventure, de donner à la Belgique une visibilité internationale.
La reine est à l'origine, en 1926, de la Fondation Médicale Reine Élisabeth (F.M.R.E.) qui voit le jour trois ans après l'inauguration du CHU Brugmann grâce aux sollicitations de la reine auprès de mécènes tels que la Fondation Rockefeller. Cette fondation comprend des laboratoires consacrés à la biologie clinique et à la recherche scientifique en partenariat avec l'hôpital Brugmann. Toujours en activité en 2020, la F.M.R.E. a récemment davantage mis l'accent sur l'aide aux chercheurs en neurosciences. Élisabeth crée également, en Afrique, le Fonds Reine Élisabeth pour l'Assistance médicale aux indigènes du Congo belge en 1930. Au point de vue culturel, la reine souhaite la construction d'un nouveau palais des Beaux-arts et œuvre en ce sens auprès des décideurs. Sur l'initiative d'Adolphe Max, bourgmestre de la ville de Bruxelles et d'Henry Le Bœuf, financier et critique musical, est créée une société privée « Palais des beaux-arts », laquelle se charge de la gestion du projet, la ville fournissant le terrain et l'État garantissant les emprunts nécessaires. Le palais des beaux-arts de Bruxelles, œuvre de l'architecte Victor Horta, est donc inauguré en 1928.

### «Reine mère»

#### Le choc de la mort du roi
L'année 1934 s'annonce difficile tant du point de vue de la politique belge qu'européenne. Le roi apparaît souvent soucieux ; pour se distraire, il effectue, lorsque son agenda l'y autorise, des randonnées en montagne. En prévision de ses futures ascensions dans les Alpes ou les Dolomites, il s'entraîne sur les falaises belges. Le 17 février 1934, Albert parvient à consacrer, entre les audiences du matin et la cérémonie sportive qui doit avoir lieu le soir à Bruxelles, quelques heures à une escalade sur les rochers de Marche-les-Dames, dans la vallée de la Meuse, près de Namur. Il quitte le palais vers midi accompagné de son seul valet Théophile Van Dyck et prend le volant de sa Ford en direction du Namurois. Parvenu à Boninne, il laisse sa voiture dans une prairie, demandant à Van Dyck de l'attendre. Une heure plus tard, le roi est de retour et annonce qu'il va effectuer une seconde ascension. Vers 17 heures, Van Dyck s'inquiète de ne pas le voir revenir car il sait que le roi est attendu le soir à Bruxelles. Albert ne reviendra jamais. Le lendemain, vers une heure et demie du matin, on retrouve son corps sans vie.
Devenue subitement veuve, la reine Élisabeth est, selon les mots de son fils, « frappée à mort ». Elle se réfugie dans le bungalow de bois du parc de Laeken, ne reçoit aucune visite, ne se montre plus en public et abandonne même le violon. Son fils Léopold III qui succède à son père forme avec la reine Astrid un couple très populaire. Cependant, un an et demi après la mort du roi Albert, la reine Astrid meurt dans un accident de voiture en Suisse. De Naples où elle séjournait depuis plusieurs mois auprès de sa fille Marie-José, la reine Élisabeth revient immédiatement à Laeken. Elle consacre désormais plus de temps à ses petits-enfants devenus subitement orphelins (Joséphine-Charlotte, Baudouin et Albert) qu'elle n'a pu en accorder à ses propres enfants. Léopold confie : « Elle ne revint à la vie que lorsque je fus moi-même touché par le sort. […] Ma mère est venue à moi disant qu'elle allait se remettre à vivre : elle se sentait à nouveau nécessaire. ».

#### Une reine mélomane et sculptrice

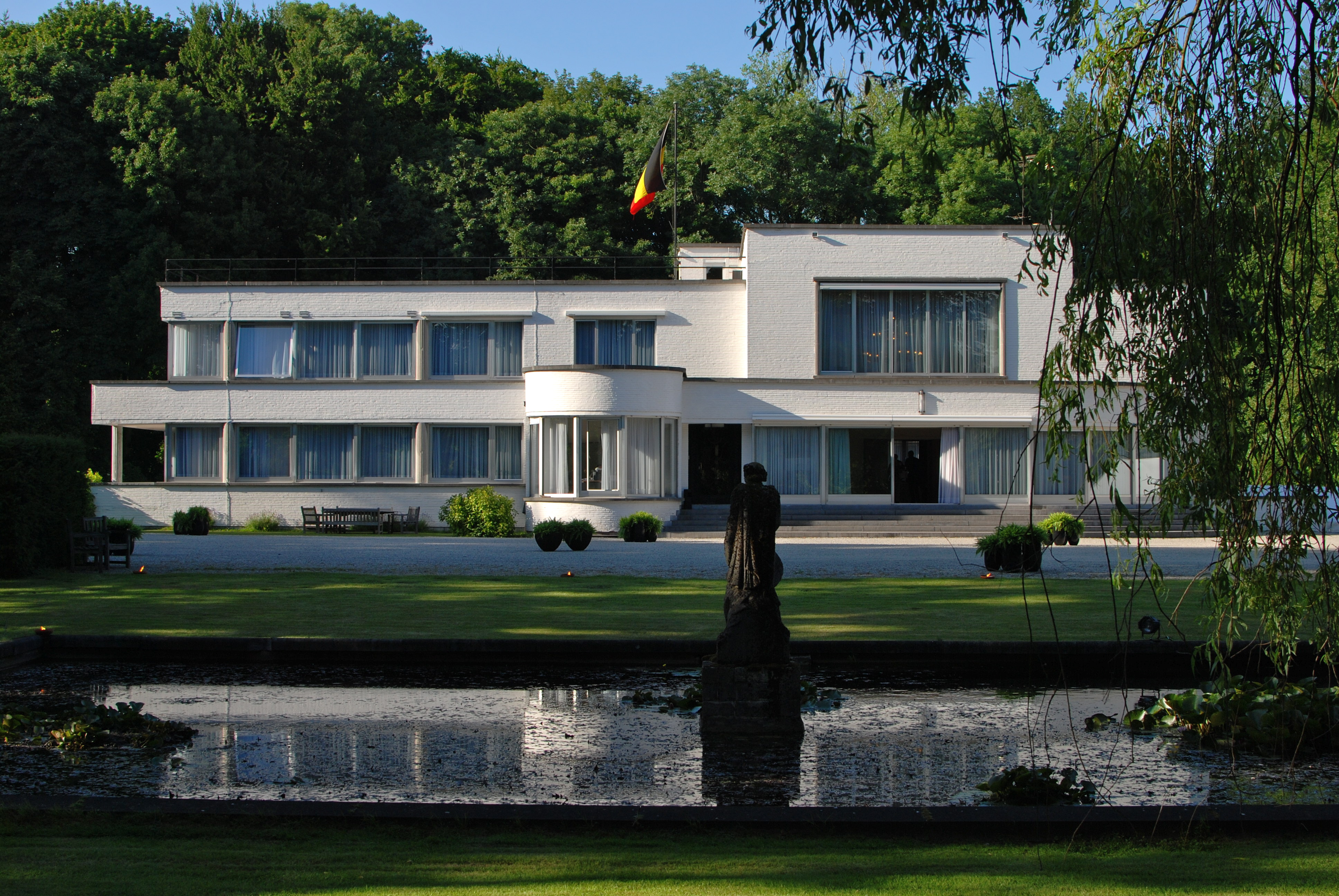
La Chapelle musicale Reine Élisabeth.

À la fin des années 1930, mélomane et elle-même violoniste, Élisabeth soutient la création de l'Orchestre national de Belgique fondé en 1936. L'orchestre est résident au Palais des beaux-arts de Bruxelles et se produit dans la salle Henry Le Bœuf, nommée en hommage au banquier et mécène qui avait aidé la reine Élisabeth à concrétiser l'édification du palais des beaux-arts. En 1937, le Concours musical international Reine Élisabeth de Belgique (CMIREB), communément appelé Concours Reine Élisabeth, voit le jour grâce à l'action de la reine qui souhaitait sa création depuis des années. Elle était soutenue dans ce projet par Eugène Ysaÿe, professeur au Conservatoire royal de Bruxelles, violoniste-virtuose mort en 1931 avant la naissance de cette institution. Initialement appelé Concours musical international Eugène Ysaÿe en hommage au musicien défunt, il porte à partir de 1951 le nom de la souveraine. Il est destiné à récompenser des instrumentistes, pianistes, violonistes et violoncellistes (depuis 2017), en alternance, d'une année à l'autre, des chanteurs à partir de 1988 et des compositeurs à partir de 1953, tour à tour selon les années. C'est l'un des plus prestigieux du monde et les lauréats sont souvent assurés de faire une brillante carrière de soliste. En 1939, est créée la Chapelle musicale Reine Élisabeth bâtie sur le domaine d'Argenteuil à Waterloo. Élisabeth assiste aux répétitions, rencontre les musiciens et se rend à leurs concerts.
Lorsque Élisabeth s'installe au château de Laeken, elle nourrit déjà une passion pour la sculpture. Au début, elle réalise ses premières œuvres dans l'une des pièces du château. Devenue veuve, elle charge l'architecte Fernand Petit d'édifier un atelier non loin de sa résidence. Dans ce lieu protégé, elle peut s'adonner à sa passion et également recevoir ses amis artistes et intellectuels, fumant des cigarettes en discutant intimement, loin des contraintes du protocole. C'est ainsi qu'en 1938 naît une sorte de masure étrange, coiffée d'un toit de chaume et éclairé par une grande verrière. Une bibliothèque contient notamment les œuvres de Winston Churchill, ainsi qu'un annuaire de la noblesse, une biographie de la famille de Hohenzollern et un guide consacré aux oiseaux. Un salon y est installé, comprenant un gramophone car la reine enregistre volontiers le chant des oiseaux aux quatre coins du domaine de Laeken. Le salon de style Art déco colonial avait été acheté au Bon Marché. C'est là qu'elle façonne le plus célèbre de ses bustes, celui de son petit-fils le prince Albert, quatre ans, réalisé le jour de Noël 1938.

#### La Seconde Guerre mondiale

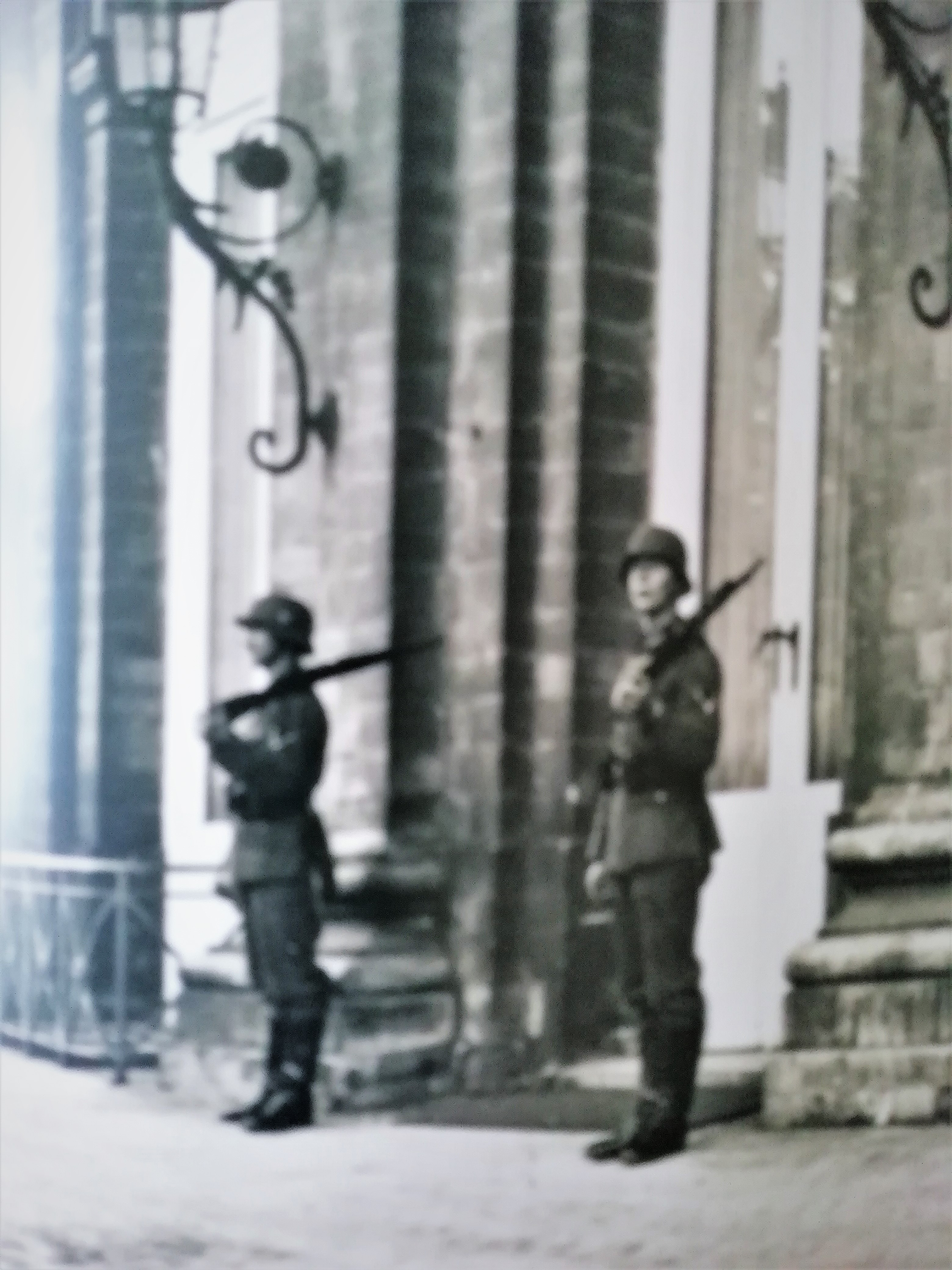
Le château de Laeken occupé par l'armée allemande en 1940.

Le 10 mai 1940, la Belgique est à nouveau attaquée par l'Allemagne. Léopold III prend la tête de l'armée. La veille de rejoindre le front, il organise le départ de ses enfants en France et envoie sa mère à La Panne où elle séjourne comme jadis à la villa Maskens. Elle visite les soldats blessés et les réfugiés mais la fulgurance de l'attaque allemande la contraint à se replier au château de Wynendaele, près de Bruges. Le 28 mai, le roi signe la capitulation de l'armée. Prisonnier de guerre, il est ramené au château de Laeken où sa mère le rejoint. Durant toute la Seconde Guerre mondiale, Élisabeth reste auprès de son fils le roi Léopold III au château de Laeken, tandis que son second fils Charles demeure dans ses appartements au palais royal de Bruxelles. Élisabeth est surveillée par l'armée allemande mais peut circuler librement en Belgique et à l'étranger et ne s'en prive guère. Elle visite des hôpitaux et des associations caritatives.
En août 1942, la reine est sollicitée par les responsables d'associations juives belges et reçoit trois représentants de l'Association des juifs en Belgique (AJB), Eugène Hellendael, Lazare Liebmann (qui avait pris l'initiative de la réunion) et Salomon Van den Berg, au palais royal à Bruxelles. Les trois hommes lui parlent des atrocités commises, des conditions d'emprisonnement dans le camp de transit de Malines et des personnes âgées, des enfants et des bébés qui étaient séparés de leur famille et envoyés en Allemagne. La reine promet à ses visiteurs qu'elle « ferait tout ce qui était en son pouvoir pour arrêter les arrestations et pour protéger les Juifs belges de la déportation vers la Pologne. ». La reine s'est directement adressée à Hitler par l'intermédiaire de la famille royale italienne et la Croix-Rouge pour demander que les Juifs ne soient pas déportés. Dans un télégramme de Berlin, du 4 juillet 1942, on lui promet que les Juifs de nationalité belge ne seraient pas déportés ou séparés de leurs familles, et que ceux qui étaient en état d'arrestation à Malines, en attente d'expulsion, pourraient recevoir des visiteurs. Édouard de Streel, secrétaire de la reine, transmet cette réponse aux représentants de l'AJB, en attirant leur attention sur le fait qu'il ne s'agissait que d'une promesse des autorités allemandes, mais en assurant que la reine Élisabeth continuerait de suivre le sort de ses sujets juifs. Respectant sa promesse, la reine intervient à plusieurs reprises en faveur des Juifs persécutés, et parvient à en sauver à plusieurs reprises. En mai, la reine Élisabeth visite un hôpital à Borgerhout, ce qui aurait amené les Allemands à autoriser environ 80 Juifs âgés et malades à y rester. En juin, Élisabeth proteste à nouveau contre l'emprisonnement des Juifs belges détenus à Malines, et environ trois cents d'entre eux sont libérés à ce moment-là. La reine Élisabeth est également intervenue dans un certain nombre de cas individuels. Cependant, les Allemands ne tiennent pas leurs promesses : la plupart des Juifs de nationalité belge sont arrêtés lors de rafles simultanées à Bruxelles et à Anvers, le 3 septembre 1943 au cours de l'« opération Iltis » et envoyés dans des camps. Les interventions successives de la reine ne réussissent donc pas toujours, mais elles sont remarquées, et l'institut Yad Vashem la reconnaît Juste parmi les nations le 18 mai 1965.
Durant la guerre Élisabeth écoute la radio de Londres et compare les informations avec celles de la propagande allemande. Au printemps 1941, pour distraire son fils déprimé par la capitulation, Élisabeth appelle Lilian Baels, issue de la haute bourgeoisie ostendaise, séjournant alors en France à Anglet au bord de l'Océan Atlantique. Léopold avait déjà une relation avec Lilian depuis quelques mois et la rencontrait secrètement, notamment au Zoute. Lilian accepte de venir en Belgique durant quelques semaines. Élisabeth réitère son invitation en juillet, rappelant la jeune fille qui passe désormais beaucoup de temps au château de Laeken. Le roi Léopold III épouse religieusement Lilian le 11 septembre 1941. Ils ont un fils, Alexandre né le 18 juillet 1942, ce qui ravit Élisabeth. En revanche, les contacts avec Charles sont exclusivement épistolaires. Quant aux relations avec Marie-José elles sont maintenues plus concrètement : la princesse séjourne à plusieurs reprises à Laeken et Élisabeth rend visite à sa fille en Italie au début de l'année 1943, durant deux mois, lors de la naissance de sa petite-fille Marie-Béatrice de Savoie. Cette joie familiale est cependant troublée par l'annonce de la mort à Vienne le 11 mars 1943, de la mère d'Élisabeth, la princesse Marie-Josèphe.
Selon l'historien Olivier Defrance, l'attitude de la reine Élisabeth évolue sensiblement au cours de la guerre : « Plutôt attentiste au début [du conflit], elle bascule dans le camp opposé aux puissances de l'Axe […] Depuis les années 1920, Élisabeth se passionne pour l'idéologie communiste qui, dans son esprit, conduira le monde vers une harmonie totale. Elle n'aperçoit dans ce système que l'image pacifiste et égalitaire qu'il dégage. La fin de l'alliance germano-soviétique a renforcé sa préférence pour la Russie stalinienne, bien qu'elle soit elle-même née allemande. ». À partir du printemps 1943, le palais envisage la possibilité qu'à la fin des hostilités, le roi soit envoyé en déportation en Allemagne, menant les Belges au désarroi et au chaos. Certains suggèrent que, dans cette hypothèse, le roi transmette ses pouvoirs à sa mère, la reine Élisabeth. Cependant, Léopold fait savoir qu'il n'est pas favorable à cette solution, « pour toutes sortes de raisons, et notamment parce que ma mère n'était pas préparée à une telle tâche. ».
Le 6 juin 1944, les Alliés débarquent en Normandie et le lendemain, Léopold annonce à sa mère qu'il est déporté en Allemagne sur ordre de Berlin. Le surlendemain, il quitte Laeken avec Lilian et ses quatre enfants. Les bombardements s'intensifiant en septembre, les Alliés progressent et entrent dans Bruxelles. Les Anglais établissent leur campement dans le parc de Laeken, ce qui réjouit Élisabeth. Quelques jours plus tard, le 14 septembre 1944, Charles réapparaît et vient d'accepter de devenir régent du royaume en l'absence de son frère. Il prête serment le 21 septembre. Les rapports avec Charles sont bons durant cette période, avant de se détériorer. Le 7 mai 1945, Léopold et sa famille sont libérés en Autriche. Le prince Charles et Achille van Acker, Premier ministre, se rendent auprès de Léopold, la reine Élisabeth les rejoint le 18 mai. Le roi souhaite retrouver son trône, mais les chambres, divisées au sujet du retour du roi, refusent de voter la fin de l'impossibilité de régner. Les entrevues avec le gouvernement rentré d'exil ne permettent pas de régler à l'amiable le différend né lors de la capitulation de mai 1940. Aucune des deux parties ne veut faire de concessions. Le roi ne voulait pas admettre qu'il aurait dû quitter le territoire national en 1940 et le gouvernement refusait de revenir sur la condamnation de cette attitude qu'il avait prononcée en 1940 devant les parlementaires belges réfugiés en France. Léopold III et sa famille s'établissent alors en exil en Suisse en attendant qu'une solution intervienne.

### L'après-guerre

#### Au cœur de la question royale

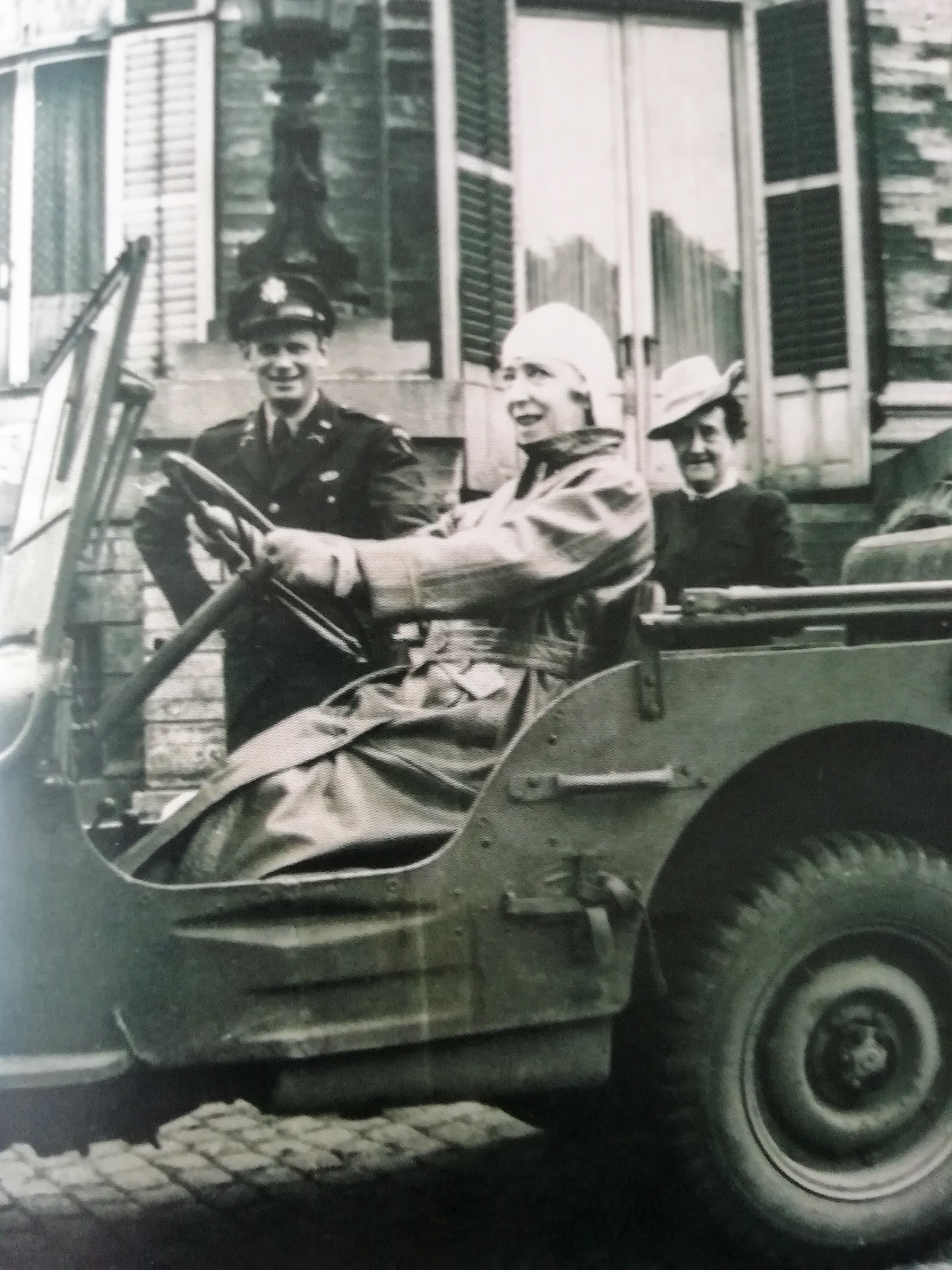
La reine Élisabeth au volant d'une Jeep derrière laquelle se tient Ghislaine de Caraman-Chimay, au château de Laeken en 1945.

Si en privé, Élisabeth soutient son fils aîné et déplore ce qu'elle estime comme une « trahison » l'attitude des hommes politiques belges ; publiquement, elle se montre cependant réservée afin de ne pas nuire à son fils le prince-régent. Elle ne verra Léopold qu'à trois reprises avant 1950. Lorsque le prince Charles revient d'un voyage officiel au Congo le 13 août 1947, sa mère l'accueille à l'aéroport, mais refuse de l'accompagner publiquement en voiture découverte. Charles s'en offusque et expose ses griefs envers sa mère qu'il accuse de sympathies communistes et d'occuper trop ostensiblement la scène publique. Il l'empêche d'assister à la remise du titre de docteur honoris causa au général de Gaulle à l'université libre de Bruxelles et lui interdit de recevoir le général Eisenhower en 1945. Enfin, il lui demande de quitter le château de Laeken. Devant son refus, il fait procéder à l'extinction des appareils de chauffage. Élisabeth résiste et en profite pour voyager en Espagne et au Portugal, rejoignant sa fille Marie-José et son gendre récemment exilés d'Italie.
Selon l'historien Vincent Dujardin, la reine Élisabeth a, en règle générale, avant tout voulu jouer un rôle de modératrice auprès de son fils Léopold. Elle lui conseille notamment : « Tu dois parler à la radio pour éclairer le publique [sic] qui ne comprend plus le silence et l'hésitation. Le peuple sera avec celui qui saura lui parler. […] Je crois aussi qu'il ne faut pas être trop raide dans la rancune. C'est à toi de juger, mais si tu étais ici, tu comprendrais mieux où et comment il faut reprendre et relâcher les rênes pour ramener des chevaux emportés. […] Tu dois revenir au plus vite. ». Quant au ministre socialiste Paul-Henri Spaak qui avait violemment critiqué l'attitude du roi Léopold en 1940 et était la cible des léopoldistes, la reine Élisabeth écrit, le 28 décembre 1945, à son sujet à Léopold : « Beaucoup de personnes chuchotent qu'on veut démolir complètement Spaak. D'abord, il est trop gros pour être démoli et puis […] c'est un politicien fort habile, plus fort que n'importe qui et très apprécié à Londres […]. Attention ! Et puis la vengeance n'est pas faite pour un roi. ».
Le prince-régent n'était pas le seul à s'inquiéter des sympathies communistes de sa mère. À partir de 1948, le Parti communiste n'est plus au gouvernement en Belgique depuis l'année précédente, mais la « menace communiste » prend le dessus sur le danger léopoldiste dans les rapports envoyés à la diplomatie de Washington. Les observateurs américains croient déceler partout la « cinquième colonne stalinienne » et s'inquiètent des sympathies communistes de la reine Élisabeth qui apprend le russe auprès d'un professeur particulier communiste, accepte le patronage des « Amitiés belgo-soviétiques » et fréquente les vernissages « communistes ». L'historien Vincent Dujardin écrit : « les diplomates traitèrent ces excentricités avec le sérieux d'une affaire d'État : étaient-elles inspirées par son désir de promouvoir la cause de son fils à gauche ? ou peut-être « une interprétation plus clémente serait-elle son âge avancé et son hérédité » ?. ».
À l'issue d'une campagne sans précédent par son ampleur et sa passion, une consultation populaire qui a lieu le 12 mars 1950 autorise à 57 % le roi à rentrer en Belgique. Cependant, le scrutin révèle un pays scindé en deux parties. En majorité, les Wallons et certains noyaux industriels ou urbains flamands ont voté contre son retour, mais les habitants des campagnes wallonnes et une forte majorité des Flamands souhaitent le retour de leur roi. À peine le souverain est-il rentré en Belgique le 22 juillet 1950 que des troubles éclatent, surtout dans les provinces wallonnes. La grève générale insurrectionnelle paralyse une grande partie du pays. On compte plusieurs dizaines de sabotages à l'explosif en Wallonie et quatre morts, abattus par la gendarmerie au cours d'une manifestation : la fusillade de Grâce-Berleur près de Liège. Le 31 juillet, le roi Léopold III accepte de confier la lieutenance générale du royaume à son fils aîné le prince Baudouin, afin de préserver l'unité du pays, puis il abdique le 16 juillet 1951. Élisabeth s'installe en 1950 au château du Stuyvenberg à la demande de Léopold qui s'établit au château de Laeken avec Lilian et ses enfants.

#### Anticonformiste et libre

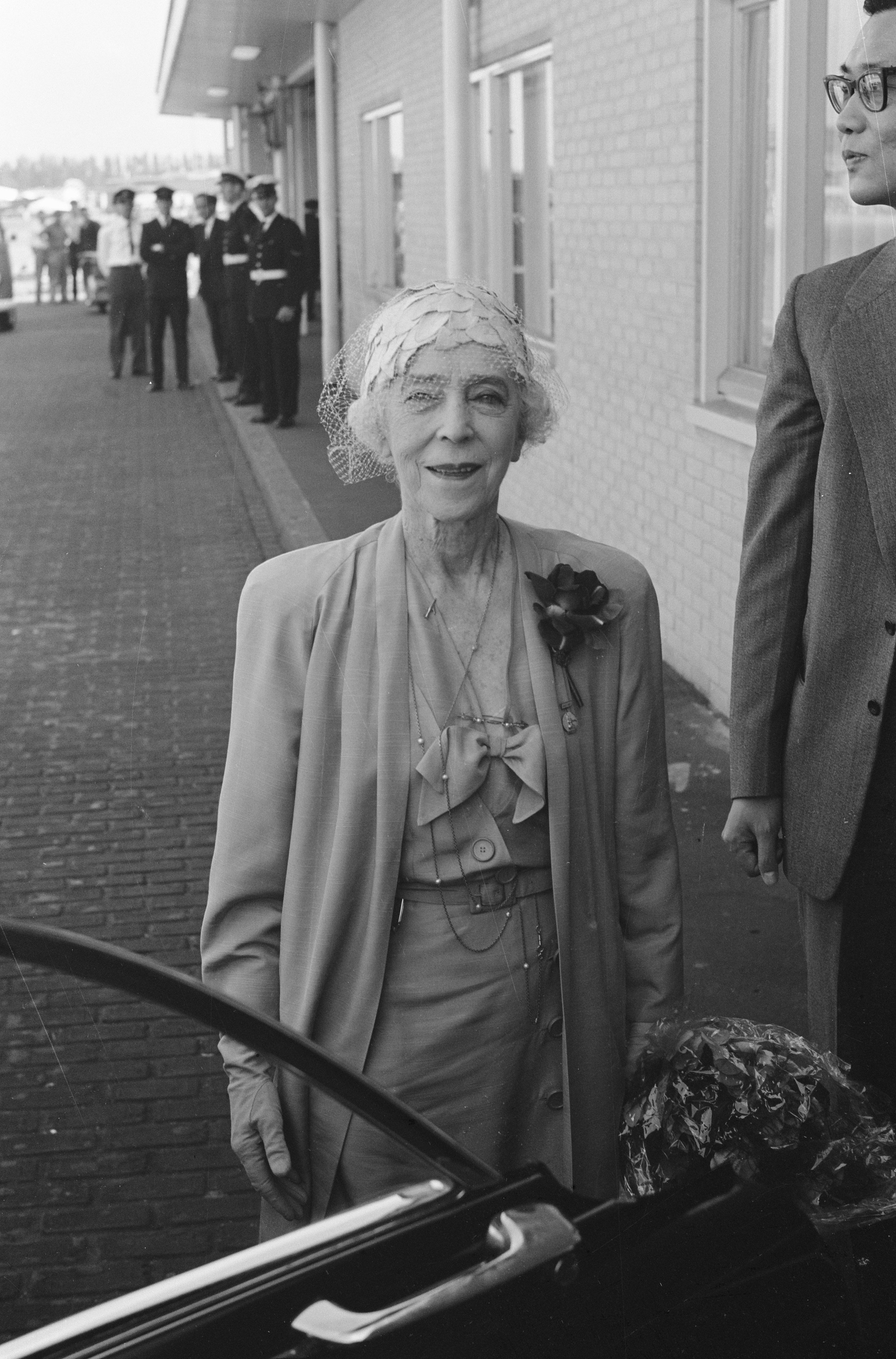
La reine Élisabeth en Chine le 21 septembre 1961.

Jusqu'à la fin de sa vie, la reine Élisabeth demeure très active dans les domaines qui lui sont chers. Connue pour son amour de la culture et musicienne et sculptrice durant ses temps libres, elle était l'amie de nombreux écrivains et artistes : Émile Verhaeren, Maurice Maeterlinck, Colette, Eugène Ysaÿe, Yehudi Menuhin, André Gide, Jean Cocteau, Pablo Casals, etc. Elle est élue en 1964 à l'Académie française des beaux-arts. Son intérêt pour la médecine lui vaut l'attribution du titre de docteur honoris causa de plusieurs universités et en 1954 de membre d'honneur de l'Académie royale de médecine de Belgique.
Durant toute sa vie, Élisabeth a également maintenu des contacts avec des scientifiques de premier plan. Elle avait déjà rencontré Albert Einstein lors de la cinquième conférence Solvay à Bruxelles en 1927. Depuis lors, quand le physicien était de passage en Belgique, il se rendait volontiers à Laeken pour converser avec Élisabeth et jouer du violon en sa compagnie, notamment des duos de Viotti et des quatuors de Mozart lorsque d'autres musiciens se joignent à eux. Après la prise de pouvoir d'Hitler en 1933, Einstein a vécu aux États-Unis et n'a plus rencontré la reine belge en personne, mais ils ont entretenu une correspondance intense en allemand jusqu'à sa mort en 1955. Leurs lettres traitaient principalement de musique et de paix. En 1950, en tant que pacifiste convaincue, elle a soutenu avec véhémence l'appel de Stockholm demandant l'interdiction de toutes les armes nucléaires. Élisabeth était également en contact épistolaire avec Albert Schweitzer rencontré en 1951, alors qu'il jouait sur l'orgue paroissial de son village alsacien de Gunsbach. Ils se sont ensuite écrit une cinquantaine de lettres de 1952 jusqu'à sa mort en 1965, dans lesquelles il rend compte de son travail médical intense au Gabon et de ses activités de musicologue, philosophe et pacifiste. Parmi les correspondants fidèles de la reine on compte également le compositeur Ernest Bloch qui depuis son exil en Oregon écrit régulièrement à la souveraine, témoignant d'un même idéal pour la musique unificatrice au-delà des frontières. La reine nourrit également une prédilection pour la photographie qui l'animait avant même son mariage. Elle réalise des milliers de clichés lors de ses voyages et aime aussi fixer les traits des membres de sa famille et de ses amis savants et artistes. La reine a classé dans 12 albums les 2 400 clichés qu'elle a pris durant la guerre 1914-1918.
Veuve et libre d'obligations officielles la reine Élisabeth s'organise indépendamment. Après la Seconde Guerre mondiale elle fréquente qui elle veut et n'hésite pas à accepter des invitations même de pays communistes. Séduite par les musiciens des pays de l'est, elle assiste au Festival Chopin en Pologne (1955), avant de se rendre en 1958 en Union soviétique sous prétexte de participer au concours Tchaïkovski, mais elle en profite aussi pour visiter le Kremlin, la maison de Lénine et le métro de Stalingrad. Elle se fait prendre en photo avec le maréchal Vorochilov devant une statue de Lénine et pose également avec Khrouchtchev. Les journaux belges critiquent vivement ces clichés, de même que le soutien financier à la société des Amitiés belgo-soviétiques. Quant aux États-Unis, ils exercent des pressions sur le gouvernement belge afin d'empêcher la souveraine de réitérer ses visites dans les pays du bloc de l'est. Cependant, la reine n'est pas impressionnée par ces critiques massives et ne varie pas dans ses opinions politiques ou ses actions publiques.
Elle se rend une nouvelle fois au Congo belge en janvier 1958, deux ans avant que cet État ne devienne indépendant. En 1959, Élisabeth séjourne en Israël pendant douze jours, à la suite d'une invitation du gouvernement de ce pays : elle est officiellement reçue par le président Yitzhak Ben-Zvi. Pendant la semaine sainte, elle est présente aux offices de l'église du Saint-Sépulcre et a ouvert un institut archéologique portant son nom à Jérusalem dans le cadre des échanges de l'Association des Amis Belges de l'Université de Jérusalem. Sur le plan familial, lorsque ses deux petits-fils Albert et Baudouin ont respectivement célébré leur mariage le 2 juillet 1959 et le 15 décembre 1960, la reine participe à ces deux événements avec joie.
En 1959, elle visite la Yougoslavie, en dépit des conseils de son entourage. En septembre 1961, alors qu'elle a 85 ans, c'est en Chine qu'elle se rend, non sans avoir fait escale en URSS à l'aller comme au retour. En Chine, elle découvre Pékin et la Grande Muraille, avant d'avoir un bref entretien avec Mao Zedong et d'être reçue par le Premier ministre Zhou Enlai. Au retour, elle passe à nouveau par Moscou. Nikita Khrouchtchev l'emmène, le soir, au théâtre Bolchoï et au musée Pouchkine. Ces voyages lui confèrent le surnom de « Reine rouge » et suscitent l'embarras et le mécontentement du gouvernement belge . Elle soutient différentes initiatives en faveur de la paix durant la guerre froide entre l'ouest et l'est.

#### Dernières années

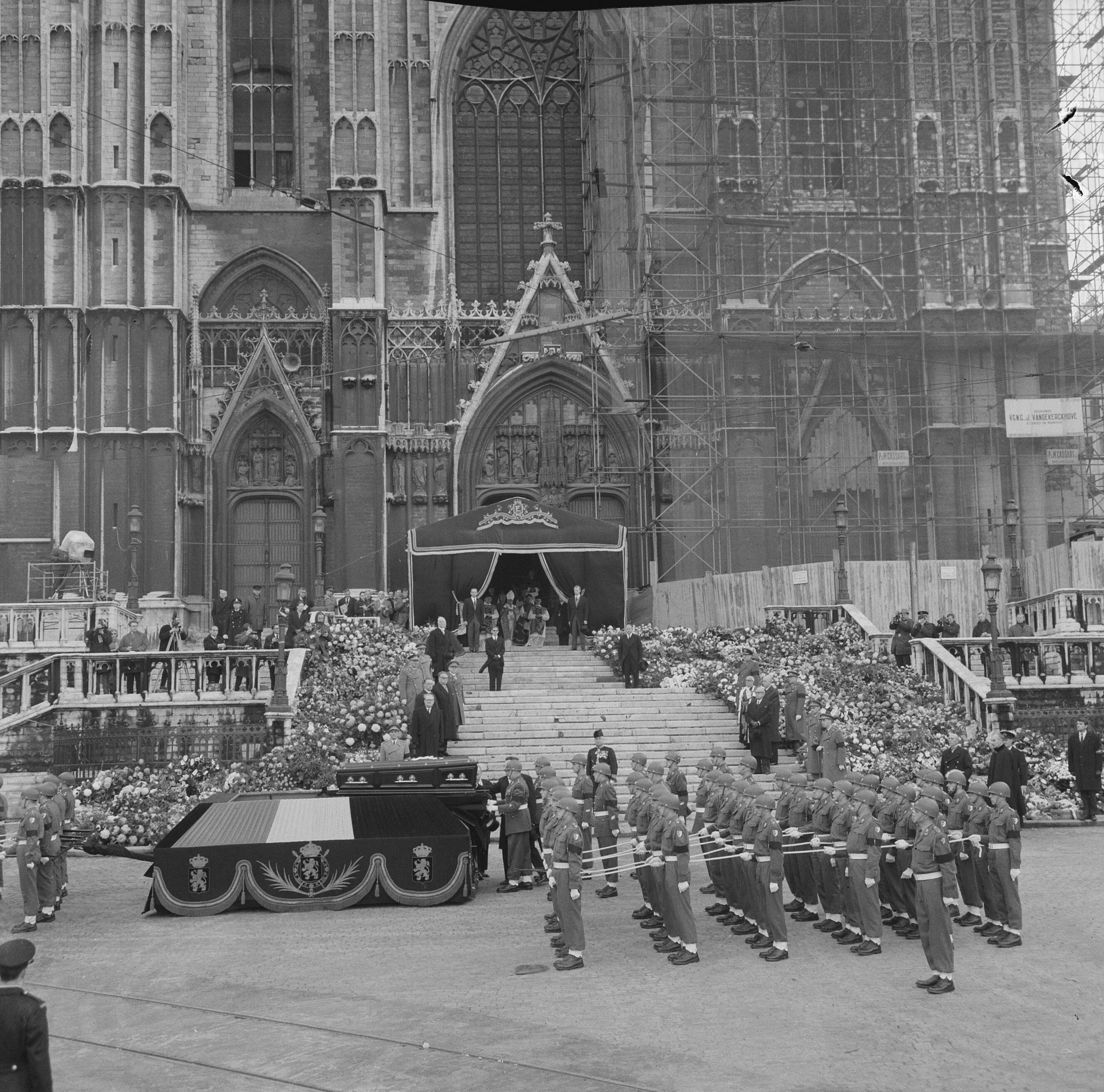
Funérailles de la reine Élisabeth à la cathédrale Saints-Michel-et-Gudule de Bruxelles le 30 novembre 1965.

Octogénaire, la reine continue à pratiquer le yoga et les longues promenades, or à partir de 1964, sa santé décline au point de vue cardiaque. En mai 1964, elle a la joie de pouvoir encore assister à quelques épreuves du Concours qui porte son nom et dont le troisième lauréat est un pianiste belge de 16 ans, Jean-Claude Vanden Eynden, qu'elle félicite chaleureusement. Elle se déplace maintenant en fauteuil roulant mais conserve toutes ses facultés intellectuelles. Elle survit à une crise cardiaque survenue le 4 novembre 1965. En voyage en Amérique, son fils Léopold revient précipitamment à son chevet. Le roi Baudouin et la reine Fabiola, en voyage au Brésil, regagnent, eux aussi Bruxelles. L'état de santé de la reine se stabilise, elle demande encore le 18 à écouter quelques disques.

### Mort et funérailles
Cependant, dans la soirée du 23 novembre 1965, la reine Élisabeth succombe à un second infarctus au château du Stuyvenberg. Elle reçoit, le 30 novembre des funérailles nationales marquées par la présence de sa famille, de membres du Gotha et de nombreux anciens combattants reconnaissants de son soutien lors des deux guerres mondiales. Jean Cocteau, peu avant sa propre mort, lui avait rendu un hommage en déclarant : « En Belgique, il n'y a qu'une reine, petite de taille et d'âme grande, qui sut toujours mettre sa modestie de reine à dire : “Je ne suis qu'une artiste” et sa modestie d'artiste à dire : “Je ne suis qu'une reine”. ». Après la messe funéraire célébrée par le cardinal Suenens dans la cathédrale Saints-Michel et Sainte-Gudule de Bruxelles, elle est inhumée, auprès du roi Albert, dans la crypte royale de l'église Notre-Dame de Laeken.

## Postérité et honneurs

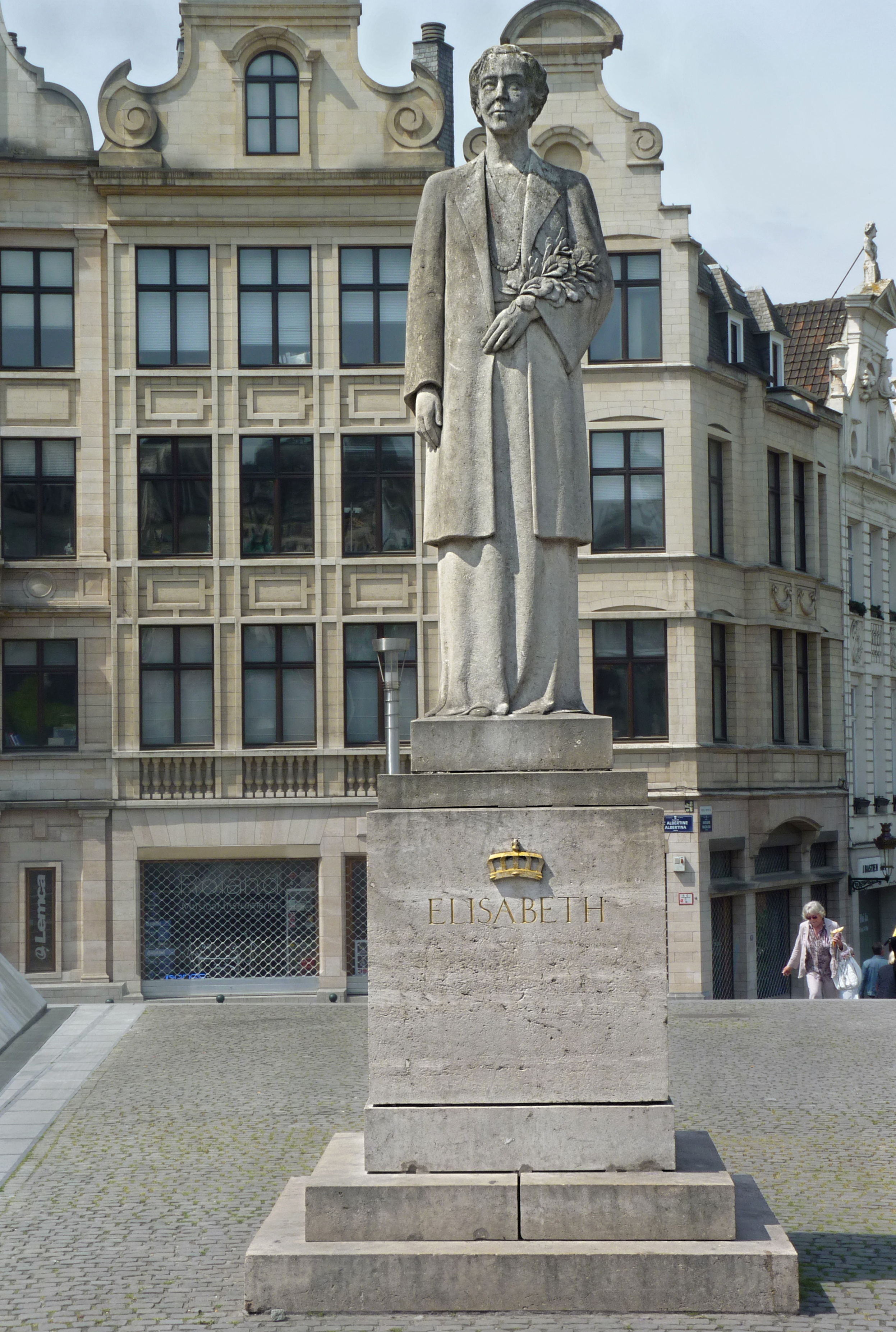
Statue de la reine Élisabeth place de l'Albertine à Bruxelles (René Cliquet, 1970).

### Toponymie
- En Belgique, de nombreuses rues, avenues et places portent le nom d'Élisabeth : avenue Reine Élisabeth à Liège, avenue Princesse Élisabeth et place Princesse Élisabeth à Schaerbeek[65].
- Plusieurs institutions portent son prénom, dont le prestigieux Concours musical international Reine Élisabeth de Belgique, la Fondation Médicale Reine Élisabeth, l'Association égyptologique Reine Élisabeth, et, depuis 1957, l'Institut Reine Élisabeth à Ostdunkerque[66].
- La ville de Lubumbashi, en République démocratique du Congo, a porté le nom d'Élisabethville de 1910 à 1966[67].
- L'école de musique d'Hiroshima (Japon), qu'elle a subventionnée dans les années 1950, a pris son nom en 1963, devenant l'Université de musique Élisabeth[68].

### Photographie
- En 1996, la reine Élisabeth figure parmi les vingt-six photographes belges mis à l'honneur au musée de la photographie d'Anvers, lors de l'exposition « Pioniers in Beeld »[69].
- En 2014, une exposition propose des images inédites du roi et de la reine Élisabeth au palais royal de Bruxelles lors de l'ouverture annuelle estivale au public, sous la coordination de Chantal Kesteloot[70].

### Filmographie
- Sur les pas du Roi Albert et de la Reine Élisabeth, mes grands-parents : ce documentaire de 140 minutes réalisé par Nicolas Delvaulx pour la RTBF en 2014 évoque la figure de la reine Élisabeth, en présence de sa petite-fille la princesse Marie-Esméralda de Belgique[71].

### Documentaire
- L'émission Secrets d'Histoire diffusée sur France 3 le 11 janvier 2021, intitulée « Élisabeth, la drôle de reine de Belgique », présentée par Stéphane Bern, lui est consacrée[72].

### Ornithologie et littérature
- La reine Élisabeth signe la préface d'un livret inclus dans un coffret intitulé Les oiseaux chanteurs de Laeken comprenant quatre disques 78 tours enregistrés par l'ornithologue Ludwig Karl Koch, publié en 1952[73].

### Arts

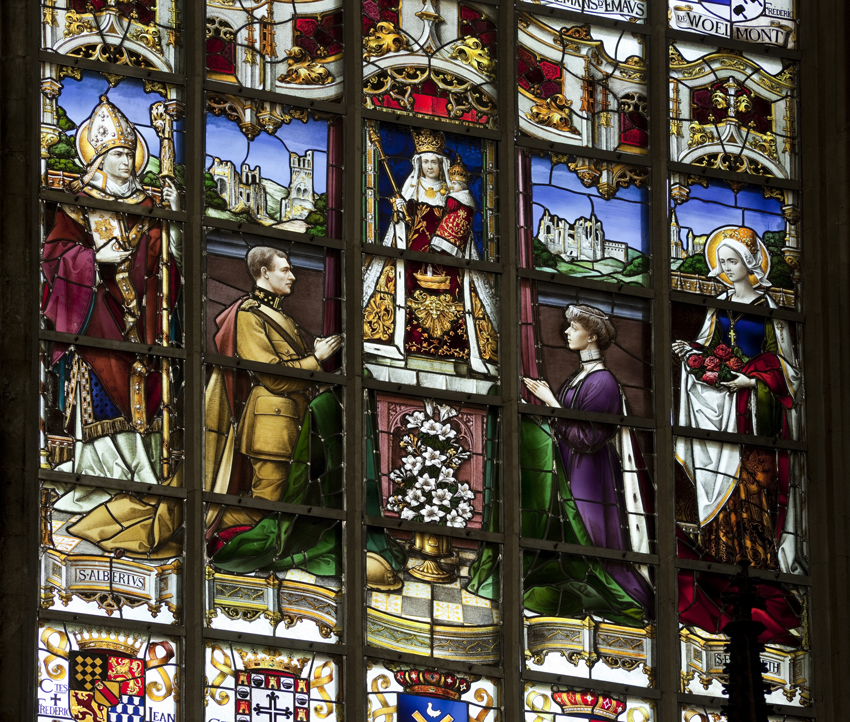
Vitrail représentant Élisabeth à l'église Notre-Dame du Sablon de Bruxelles par Gustave Ladon en 1920.

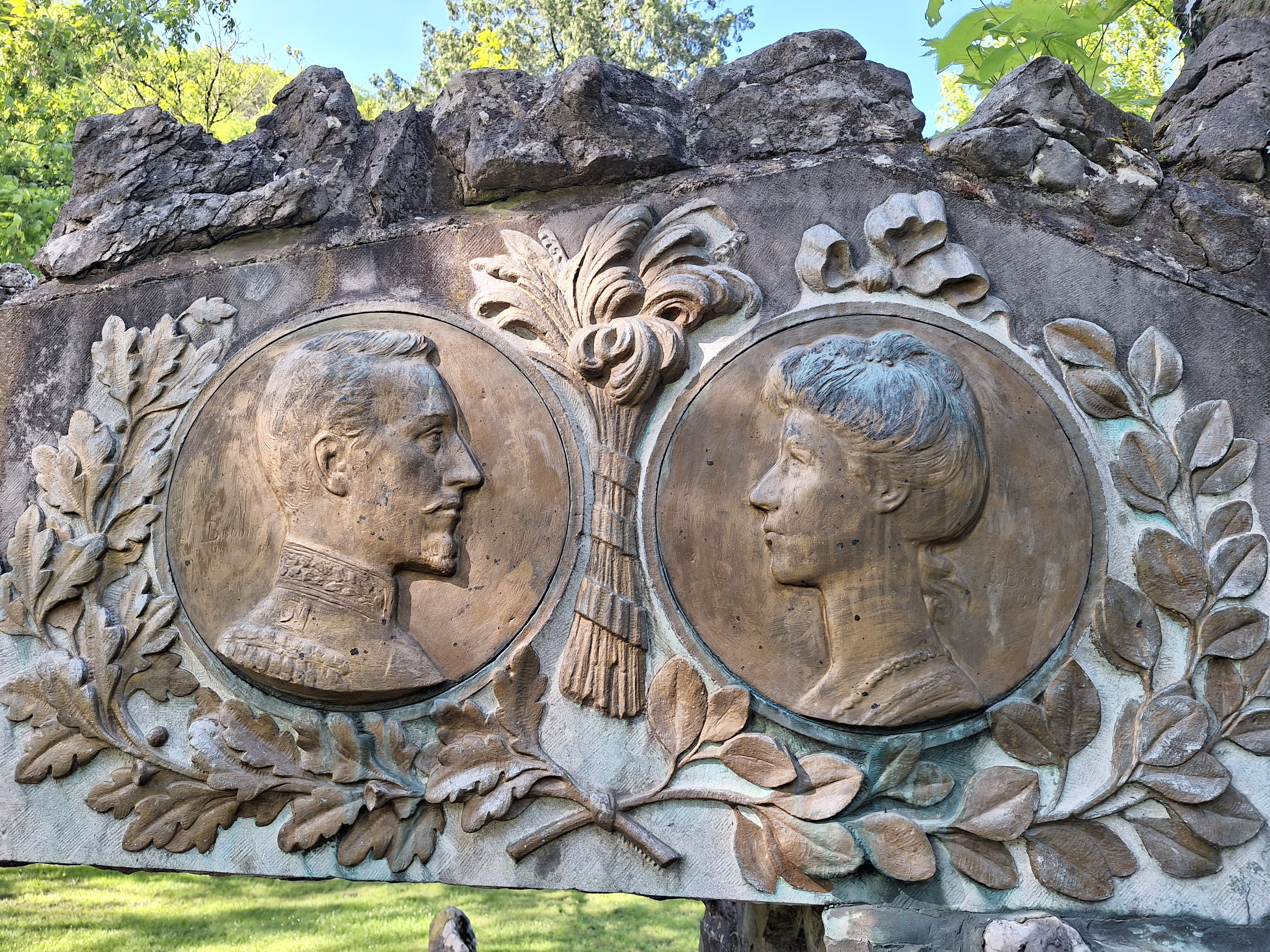
Monument pour la commémoration de l'avènement Albert et Élisabeth de Belgique à Aywaille, les médaillons sont du sculpteur Jules Brouns.

- Le peintre français Albert Besnard l'a représentée à plusieurs reprises (gravure à l'eau forte et huile). Un portrait équestre de 1918 est conservé aux musées royaux des Beaux-Arts de Belgique (inventaire 4164)[74].
- La commune d'Aywaille inaugure, dans le parc Thiry le 1er août 1910, un monument dédié à l'avènement du nouveau règne, incluant les médaillons de profil d'Albert et Élisabeth en bronze vert, exécuté par le sculpteur Jules Brouns[75].
- Une statue en pied de la reine Élisabeth est érigée après sa visite aux charbonnages d'Eisden en 1922 dans le parc longeant l'avenue portant son nom à Eisden en Campine. Elle est due au ciseau d'Alfred Courtens en 1929[76].
- Le sculpteur René Cliquet a immortalisé Élisabeth sous la forme d'une statue en pied en pierre de Massangis, érigée place de l'Albertine à Bruxelles en 1970[77].
- Le vitrailliste Gustave Ladon a réalisé en 1920 un vitrail commémorant les victimes de la guerre de 1914-1918 représentant le roi et la reine Élisabeth priant dans l'église Notre-Dame du Sablon de Bruxelles[78].
- Le sculpteur Jean Canneel a réalisé une plaque commémorative du rôle de la reine Élisabeth à La Panne durant la Première Guerre mondiale[79].
- La ville d'Arlon a érigé un buste en mémoire de la reine Élisabeth, en septembre 1947, dans le square du même nom[80].

### Hommage familial
- Le roi Philippe de Belgique a prénommé en 2001 sa fille aînée (l'héritière du trône) Élisabeth en l'honneur de son arrière-grand-mère décédée quand il avait cinq ans[81].

### Phaléristique

#### Honneurs nationaux
- Belgique :
  -  Grand cordon de l'ordre de Léopold[82].
  - Doyenne d'Honneur du Travail[82].
  - Médaille de la Victoire[82].
  - Médaille commémorative de la Campagne 14-18[82].
  - Médaille commémorative du Centenaire[82].
  - Présidente d'Honneur du concours Reine Élisabeth.

#### Honneurs étrangers
- Israël : Juste parmi les nations (1965)
- Médaille Florence Nightingale (Comité international de la Croix-Rouge)[82].
- Dame d'honneur de l'ordre de Thérèse (Royaume de Bavière)[83].
- Dame de l'ordre de Sainte-Élisabeth (Royaume de Bavière)[83].
- Dame de Classe suprême de l'ordre des Vertus (Nishan al-Kamal) (Égypte)[82].
- Dame noble de l'ordre de la Reine Marie-Louise d'Espagne (14 juin 1910)[53].
- Grand Cordon de l'ordre de la Croix-Rouge d'Estonie[82].
- Dame de Grand Croix de l'ordre de la reine de Saba (Éthiopie)[82].
- Médaille de la Reconnaissance française (France)[82].
- Médaille de l'hygiène (France)[82].
- Croix de Guerre (France)[82].
- Grand-croix de l'ordre de la Légion d'Honneur (France) (14 novembre 1918)[82].
- Médaille de l'ordre de la Croix rouge royale (Grande-Bretagne)[82].
- Croix du Mérite de la guerre (Italie)[82].
- Médaille de la valeur militaire (Italie) (Italie)[82].
- Médaille de la Croix-Rouge italienne[82].
- Dame de l'ordre de la Couronne précieuse (Japon)[82].
- Dame Grand-croix d'honneur et de dévotion de l'ordre souverain de Malte[53].
- Médaille de l'ordre du Mérite militaire chérifien (Maroc).
- Dame Grand-croix de l'ordre du Lion néerlandais (Pays-Bas)[82].
- Médaille de l'avènement de la reine Juliana des Pays-Bas (1948).
- 1re classe de l'ordre d'Aftab (Empire d'Iran).
- Dame Grand-croix de l'ordre de l'Aigle blanc (Pologne)[82].
- Croix de la Valeur (Pologne) (1922).
- Médaille d'or de l'ordre de la Croix-Rouge polonaise (Pologne)[82].
- Dame Grand-croix de l'ordre du Mérite aéronautique (Roumanie)[82].
- Grand-croix d'honneur de l'ordre de Carol Ier (Roumanie).
- Médaille de l'ordre de Croix-Rouge de Roumanie[82].
- Médaille de la Vertu militaire (Roumanie)[82].
- 1re classe de l'ordre impérial et militaire de Saint-Georges (Russie)[82].
- Grand-croix de l'ordre de la Croix-Rouge (Serbie).
- Dame 1re classe de l'ordre équestre du Saint-Sépulcre de Jérusalem (Vatican).
- Destinataire de la Rose d'or reçue du pape Pie XI (Vatican) (1926).

### Honneurs scientifiques
- Membre d'honneur de l'Académie royale des sciences, des lettres et des beaux-arts de Belgique (1953)[53].
- Membre d'honneur de l'Académie royale de médecine de Belgique (1954)[53].
- Membre d'honneur de l'Institut de France[53].
- Docteur ès lettres du Trinity College Washington[53].
- Docteur honoris causa de l'université libre de Bruxelles[53].
- Docteur honoris causa de l'université de Liège (16 janvier 1919)[53].
- Docteur honoris causa de l'université de Lille (4 avril 1954)[53].
- Docteur honoris causa de l'université de Louvain (1927)[53].
- Docteur honoris causa de l'université de Montpellier (4 novembre 1939)[53].

### Philatélie

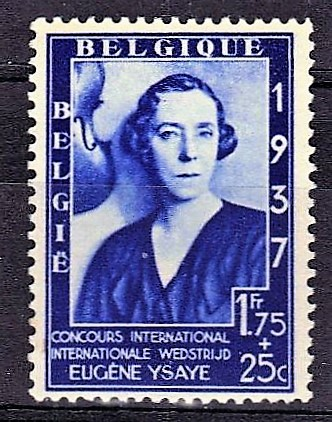
La reine Elisabeth (timbre de 1937 au profit de la Fondation Musicale).

Au cours de son règne et après sa mort, l'effigie de la reine Élisabeth apparaît sur plusieurs timbres-poste. C'est la première fois qu'une reine consort des Belges est représentée de son vivant en philatélie.
- 1926 : antituberculeux : effigie de la reine Élisabeth et du roi Albert en médaillons (De Bast) : 2 valeurs.
- 1931 : antituberculeux : effigie de la reine Élisabeth (De Bast), série dite « Infirmière au bandeau » : 7 valeurs.
- 1937 : au profit de la Fondation Musicale Reine Élisabeth, type « Ysaÿe » : 4 valeurs.
- 1939 : 75e anniversaire de la Croix-Rouge de Belgique : 2 valeurs.
- 1951 : au profit de la Fondation Médicale Reine Élisabeth (Malvaux) : 5 valeurs.
- 1956 : 80e anniversaire de la Reine Élisabeth (Courtens) : 3 valeurs.
- 1957 : 50e anniversaire de la fondation des deux premières écoles d'infirmières en Belgique : 1 valeur.
- 1962 : antituberculeux, Reines de Belgique : 1 valeur.
- 1965 : deuil de la Reine Élisabeth (Courtens) : 1 valeur.
- après 1965 : divers timbres commémoratifs.

## Titulature et héraldique

### Titulature
- 25 juillet 1876 — 2 octobre 1900 : Son Altesse Royale la duchesse Élisabeth en Bavière
- 2 octobre 1900 — 23 décembre 1909 : Son Altesse Royale la princesse Élisabeth de Belgique
- 23 décembre 1909 — 17 février 1934 : Sa Majesté la reine des Belges
- 17 février 1934 — 23 novembre 1965 : Sa Majesté la reine Élisabeth des Belges

### Héraldique
Blason d'alliance entre le roi Albert Ier et la reine Élisabeth :
| Blason de Élisabeth en Bavière (1876-1965) | Blason  | Deux écus accolés : - De sable au lion d'or armé et lampassé de gueules (qui est de Belgique). - Écartelé au I de sable au lion d'or armé, lampassé et couronné de gueules (qui est du Haut-Palatinat), en II émanché en fasce de gueules et d'argent de trois pièces (qui est de Franconie), au III barré d'argent et de gueules à un pal d'or brochant (qui est de Burgau), au IV d'argent au lion d'azur armé, lampassé de gueules et couronné d'or (qui est du Comté de Veldenz), sur le tout fuselé en bande d'argent et d'azur (qui est de Bavière). Devise / CriL'union fait la force. |
| Blason de Élisabeth en Bavière (1876-1965) | Détails | Officiel. |